# الطواف العالمي لكرة المضرب النسائية برعاية الاتحاد الدولي لكرة المضرب – 2022 (يوليو–سبتمبر)
2022 جولة الاتحاد الدولي لكرة المضرب العالمية للنساء هي نسخة عام 2022 من الجولة الثانية في لعبة كرة المضرب للمحترفات. تنظمها الاتحاد الدولي لكرة المضرب وهي درجة أقل من جولة رابطة محترفات التنس. يتضمن الطواف العالمي لكرة المضرب النسائية برعاية الاتحاد الدولي لكرة المضرب بطولات بجوائز مالية تتراوح من $15،000 إلى $100،000.
منذ 1 مارس، بعد الغزو الروسي لأوكرانيا أعلن الاتحاد الدولي للتنس أن اللاعبين من بيلاروس وروسيا لا يزال بإمكانهم اللعب في الجولات لكن لن يُسمح لهم باللعب تحت علم بيلاروس أو روسيا.

## المواسم
| مواسم الطواف العالمي لكرة المضرب النسائية برعاية الاتحاد الدولي لكرة المضرب | مواسم الطواف العالمي لكرة المضرب النسائية برعاية الاتحاد الدولي لكرة المضرب | مواسم الطواف العالمي لكرة المضرب النسائية برعاية الاتحاد الدولي لكرة المضرب | مواسم الطواف العالمي لكرة المضرب النسائية برعاية الاتحاد الدولي لكرة المضرب | مواسم الطواف العالمي لكرة المضرب النسائية برعاية الاتحاد الدولي لكرة المضرب | مواسم الطواف العالمي لكرة المضرب النسائية برعاية الاتحاد الدولي لكرة المضرب | مواسم الطواف العالمي لكرة المضرب النسائية برعاية الاتحاد الدولي لكرة المضرب | مواسم الطواف العالمي لكرة المضرب النسائية برعاية الاتحاد الدولي لكرة المضرب | مواسم الطواف العالمي لكرة المضرب النسائية برعاية الاتحاد الدولي لكرة المضرب | مواسم الطواف العالمي لكرة المضرب النسائية برعاية الاتحاد الدولي لكرة المضرب |
| تسعينيات القرن العشرين                                                      | تسعينيات القرن العشرين                                                      | تسعينيات القرن العشرين                                                      | تسعينيات القرن العشرين                                                      | تسعينيات القرن العشرين                                                      | تسعينيات القرن العشرين                                                      | تسعينيات القرن العشرين                                                      | تسعينيات القرن العشرين                                                      | تسعينيات القرن العشرين                                                      | تسعينيات القرن العشرين                                                      |
| --------------------------------------------------------------------------- | --------------------------------------------------------------------------- | --------------------------------------------------------------------------- | --------------------------------------------------------------------------- | --------------------------------------------------------------------------- | --------------------------------------------------------------------------- | --------------------------------------------------------------------------- | --------------------------------------------------------------------------- | --------------------------------------------------------------------------- | --------------------------------------------------------------------------- |
| 1994                                                                        | 1995                                                                        | 1995                                                                        | 1996                                                                        | 1997                                                                        | 1998                                                                        | 1999                                                                        |                                                                             |                                                                             |                                                                             |
| العقد الأول من القرن 21                                                     |                                                                             |                                                                             |                                                                             |                                                                             |                                                                             |                                                                             |                                                                             |                                                                             |                                                                             |
| 2000                                                                        | 2001                                                                        | 2002                                                                        | 2003                                                                        | 2004                                                                        | 2005                                                                        | 2006                                                                        | 2007                                                                        | 2008 الربع الأول · الربع الثاني · الربع الثالث                              | 2009                                                                        |
| العقد الثاني من القرن 21                                                    |                                                                             |                                                                             |                                                                             |                                                                             |                                                                             |                                                                             |                                                                             |                                                                             |                                                                             |
| 2010 الربع الأول · الربع الثاني · الربع الثالث · الربع الرابع               | 2011 الربع الأول · الربع الثاني · الربع الثالث · الربع الرابع               | 2012 الربع الأول · الربع الثاني · الربع الثالث · الربع الرابع               | 2013 الربع الأول · الربع الثاني · الربع الثالث · الربع الرابع               | 2014 الربع الأول · الربع الثاني · الربع الثالث · الربع الرابع               | 2015 الربع الأول · الربع الثاني · الربع الثالث · الربع الرابع               | 2016 الربع الأول · الربع الثاني · الربع الثالث · الربع الرابع               | 2017 الربع الأول · الربع الثاني · الربع الثالث · الربع الرابع               | 2018 الربع الأول · الربع الثاني · الربع الثالث · الربع الرابع               | 2019 الربع الأول · الربع الثاني · الربع الثالث · الربع الرابع               |
| العقد الثالث من القرن 21                                                    |                                                                             |                                                                             |                                                                             |                                                                             |                                                                             |                                                                             |                                                                             |                                                                             |                                                                             |
| 2020 الربع الأول · الربع الثاني · الربع الثالث · الربع الرابع               | 2021 الربع الأول · الربع الثاني · الربع الثالث · الربع الرابع               | 2022 الربع الأول · الربع الثاني · الربع الثالث · الربع الرابع               | 2023 الربع الأول · الربع الثاني · الربع الثالث · الربع الرابع               | 2024 الربع الأول · الربع الثاني · الربع الثالث · الربع الرابع               | 2025 الربع الأول · الربع الثاني · الربع الثالث · الربع الرابع               |                                                                             |                                                                             |                                                                             |                                                                             |

## المفتاح
| الفئة                  |
| ---------------------- |
| بطولات W100 ($100,000) |
| بطولات W75 ($60,000)   |
| بطولات W50 ($40,000)   |
| بطولات W25 ($25,000)   |
| بطولات W15 ($15,000)   |

## الأشهر

### يوليو
| الأسبوع  | البطولة                                                                                         | الفائزات                                                       | الوصيفات                                      | المتأهلات لنصف النهائي                   | المتأهلات لربع النهائي                                                                 |
| -------- | ----------------------------------------------------------------------------------------------- | -------------------------------------------------------------- | --------------------------------------------- | ---------------------------------------- | -------------------------------------------------------------------------------------- |
| 4 يوليو  | راينرت المفتوحة فرسمولد، ألمانيا ملعب ترابي W100 Singles – Doubles                              | ليندا نوسكوفا 1–6، 3–6                                         | يساليني بونافنتور                             | ريكا لوكا جاني ناديه بودوروسكا           | كلوي باكيوت نوما نوه أكوغي جوليا غراهر أريان هارتونو                                   |
| 4 يوليو  | راينرت المفتوحة فرسمولد، ألمانيا ملعب ترابي W100 Singles – Doubles                              | آنا دانيلينا أريان هارتونو 7–6(4–7)، 4–6، [6–10]               | أنكيتا راينا روسالي فان دير هوك               | ريكا لوكا جاني ناديه بودوروسكا           | كلوي باكيوت نوما نوه أكوغي جوليا غراهر أريان هارتونو                                   |
| 4 يوليو  | أمستلفين المفتوحة للسيدات أمستلفين، هولندا ملعب ترابي W60 Singles – Doubles                     | سيمونا والترت 7–6(10–12)، 0–6                                  | إيما نافارو                                   | سارا بيجليك كيرين ليموين                 | باربارا هاس أليونا بولسوفا أنطونيا روزيتش سوزان لامينز                                 |
| 4 يوليو  | أمستلفين المفتوحة للسيدات أمستلفين، هولندا ملعب ترابي W60 Singles – Doubles                     | أليونا بولسوفا جويومار مارستاني 2–6، 2–6                       | ميكيلا بايرلوفا أنيتا لابوتكوفا               | سارا بيجليك كيرين ليموين                 | باربارا هاس أليونا بولسوفا أنطونيا روزيتش سوزان لامينز                                 |
| 4 يوليو  | كورويش سيكسال، البرتغال ملعب صلب W25 قرعة المباريات الفردية والزوجية                            | ليزلي كركهوف 4–6، 4–6                                          | لينا غلشكو                                    | تشو لين · فيتاليا دياتشينكو              | جوستينا ميكولسكيت لولو سون كيمبرلي بيريل ألكسندرا بوزوفيتش                             |
| 4 يوليو  | كورويش سيكسال، البرتغال ملعب صلب W25 قرعة المباريات الفردية والزوجية                            | جوستينا ميكولسكيت كودي وونج 6–2، 7–5                           | لي يا-هسوان وو فانغ-هسين                      | تشو لين · فيتاليا دياتشينكو              | جوستينا ميكولسكيت لولو سون كيمبرلي بيريل ألكسندرا بوزوفيتش                             |
| 4 يوليو  | غوتكسو، إسبانيا ملعب ترابي W25 قرعة المباريات الفردية والزوجية                                  | سلينا يانيسيفيتش 4–6، 6–4، 7–5                                 | سافو ساكيلاريدي                               | مارين بارتو أنجيلا فيتا بولودا           | كارلوتا مارتينيز سيريز إيوانا لوريدانا روسكا فاليريا ستراخوفا جيني دورست               |
| 4 يوليو  | غوتكسو، إسبانيا ملعب ترابي W25 قرعة المباريات الفردية والزوجية                                  | جيسيكا بوزاس مانيرو ليرا روميرو غورماز 7–5، 6–0                | بارك سو-هيون سافو ساكيلاريدي                  | مارين بارتو أنجيلا فيتا بولودا           | كارلوتا مارتينيز سيريز إيوانا لوريدانا روسكا فاليريا ستراخوفا جيني دورست               |
| 4 يوليو  | الدار البيضاء، المغرب ملعب ترابي W15 قرعة المباريات الفردية والزوجية                            | شانتال سافان 7–6(7–2)، 6–4                                     | نادين كيلر                                    | لارا سالدين ياسمين قباج                  | غلوريانا غوريتا ناهوم نويليا بوزو زانوتي فيكي فان دي بير آية العوني                    |
| 4 يوليو  | الدار البيضاء، المغرب ملعب ترابي W15 قرعة المباريات الفردية والزوجية                            | أنستاسيا غوريفا · لايا بيتريتيك · 6–1، 6–2                     | بولا أرياس مانخون ماري مترو                   | لارا سالدين ياسمين قباج                  | غلوريانا غوريتا ناهوم نويليا بوزو زانوتي فيكي فان دي بير آية العوني                    |
| 4 يوليو  | المنستير، تونس ملعب صلب W15 قرعة المباريات الفردية والزوجية                                     | ياسمين منصوري 6–2، 6–4                                         | ياو شينشين                                    | يوكا هوسوكي زدينا شافاروفا               | لارا فيفير ميرينا تونا تشو أي-هسوان بريسكا مادلين نوجروهو                              |
| 4 يوليو  | المنستير، تونس ملعب صلب W15 قرعة المباريات الفردية والزوجية                                     | فالنتينا ايفانوف ليزا ميس 6–4، 6–7(2–7)، [10–8]                | تشو أي-هسوان ياو شينشين                       | يوكا هوسوكي زدينا شافاروفا               | لارا فيفير ميرينا تونا تشو أي-هسوان بريسكا مادلين نوجروهو                              |
| 4 يوليو  | فاونتن فالي، الولايات المتحدة ملعب صلب W15 قرعة المباريات الفردية والزوجية                      | يانغ يا-يي 6–2، 6–2                                            | ماكينا جونز                                   | كيتي كود ماليكا رابولو                   | آلي كيك هان جيانغشيو سابينا زينالوفا ألكسندرا يبفانوفا                                 |
| 4 يوليو  | فاونتن فالي، الولايات المتحدة ملعب صلب W15 قرعة المباريات الفردية والزوجية                      | هند عبدالواحد يانغ يا-يي 7–5، 2–6، [10–6]                      | هان جيانغشيو كيم دا-بين                       | كيتي كود ماليكا رابولو                   | آلي كيك هان جيانغشيو سابينا زينالوفا ألكسندرا يبفانوفا                                 |
| 11 يوليو | Torneo Internazionale Femminile Antico Tiro a Volo روما، إيطاليا ملعب ترابي W60+H فردي – زوجي   | تارا وورث 6–3، 6–4                                             | كلوي باكيوت                                   | رالوكا سيربان · ديانا شنايدر             | أوليفيا غاديكي · لوكريزيا ستيفانيني · إلينا أفانيسيان · إيزابيلا شنيكوفا               |
| 11 يوليو | Torneo Internazionale Femminile Antico Tiro a Volo روما، إيطاليا ملعب ترابي W60+H فردي – زوجي   | أندريا غاميز ايفا فيدر 7–5، 2–6، [13–11]                       | إستيل كاسينو كاميلا روساتيلو                  | رالوكا سيربان · ديانا شنايدر             | أوليفيا غاديكي · لوكريزيا ستيفانيني · إلينا أفانيسيان · إيزابيلا شنيكوفا               |
| 11 يوليو | Liepāja Open ليبايا (مدينة)، لاتفيا ملعب ترابي W60 فردي – زوجي                                  | إيما نافارو 6–4، 6–4                                           | يوان يوي                                      | دليلا ياكوبوفيتش آنا سيسكوفا             | أرانتشا روس مارتينا كولميجنا فالنتيني جراماتيكوبولو نفيسة بيربيروفيتش                  |
| 11 يوليو | Liepāja Open ليبايا (مدينة)، لاتفيا ملعب ترابي W60 فردي – زوجي                                  | دليلا ياكوبوفيتش إيفانا جوروفيتش 6–4، 6–3                      | إميلي أبلتون بارثانا ثومبار                   | دليلا ياكوبوفيتش آنا سيسكوفا             | أرانتشا روس مارتينا كولميجنا فالنتيني جراماتيكوبولو نفيسة بيربيروفيتش                  |
| 11 يوليو | أشافنبورغ، ألمانيا ملعب ترابي W25 قرعة المباريات الفردية والزوجية                               | جيسيكا بوزاس مانيرو 6–1، 6–2                                   | كاثارينا هوبغارسكي                            | كريستينا دميتروك · داريا أستاخوفا        | إيلا سيديل زيفا فالكينر أليس توبيلو أنيتا كوتشموفا                                     |
| 11 يوليو | أشافنبورغ، ألمانيا ملعب ترابي W25 قرعة المباريات الفردية والزوجية                               | إيرينا خروماتشيفا · ماريا تيموفييفا · 6–2، 5–7، [10–3]         | كارولينا كوبانوفا إيفانا سيبيستوفا            | كريستينا دميتروك · داريا أستاخوفا        | إيلا سيديل زيفا فالكينر أليس توبيلو أنيتا كوتشموفا                                     |
| 11 يوليو | نور سلطان، كازاخستان ملعب صلب W25 قرعة المباريات الفردية والزوجية                               | ماريا تكاتشيفا · 7–6(7–2)، 6–2                                 | مويكا أوتشجيما                                | نيجينا أبدوريموفا مريم بولكفادزه         | بولينا كوديرميتوفا · تاتيانا باركوفا · فيرا لابكو · ناتاليا كوستيتش                    |
| 11 يوليو | نور سلطان، كازاخستان ملعب صلب W25 قرعة المباريات الفردية والزوجية                               | موموكو كوبوري أنكيتا راينا 6–2، 3–6، [10–8]                    | تشوي جي هي هان نا لاي                         | نيجينا أبدوريموفا مريم بولكفادزه         | بولينا كوديرميتوفا · تاتيانا باركوفا · فيرا لابكو · ناتاليا كوستيتش                    |
| 11 يوليو | غيمارايش، البرتغال ملعب صلب W25 قرعة المباريات الفردية والزوجية                                 | روزا فيكينس ماس 6–4، 6–1                                       | ألكسندرا بوزوفيتش                             | كيمبرلي بيريل بيمرا أوزجن                | سارة بيث غري أشلي ليهي إريكا سما كاتارينا جوكيك                                        |
| 11 يوليو | غيمارايش، البرتغال ملعب صلب W25 قرعة المباريات الفردية والزوجية                                 | فرانسيسكا خورخي ماتيلد خورخي 6–3، 6–1                          | سارة بيث غري جيمي لوبي                        | كيمبرلي بيريل بيمرا أوزجن                | سارة بيث غري أشلي ليهي إريكا سما كاتارينا جوكيك                                        |
| 11 يوليو | روهامبتون، المملكة المتحدة ملعب صلب W25 قرعة المباريات الفردية والزوجية                         | دانييل لاو 7–5، 6–4                                            | ليزلي كركهوف                                  | جوستينا ميكولسكيت فيكتوريا كوزموفا       | جوانا جارلاند إليز مالوني جولي بيلجرافير إيزابيلا كروجر                                |
| 11 يوليو | روهامبتون، المملكة المتحدة ملعب صلب W25 قرعة المباريات الفردية والزوجية                         | نايكثا بينز مايا لمسدين 6–1، 7–6(7–4)                          | لورين جون بابتست كاتارينا ستريشناكوفا         | جوستينا ميكولسكيت فيكتوريا كوزموفا       | جوانا جارلاند إليز مالوني جولي بيلجرافير إيزابيلا كروجر                                |
| 11 يوليو | كانكون، المكسيك ملعب صلب W15 قرعة المباريات الفردية والزوجية                                    | فيكتوريا رودريغيز 6–3، 6–1                                     | ليا إيزابيل فرنانديز أوليفاريس                | ميلاني كريوي صوفيا سيوينج                | هيكارو ساتو · نويل سايدينوفا · صوفيا بويلي · فانيسا وونغ                               |
| 11 يوليو | كانكون، المكسيك ملعب صلب W15 قرعة المباريات الفردية والزوجية                                    | جيسيكا هينوجوسا جوميز فيكتوريا رودريغيز 6–2، 7–5               | أليسيا هيريرو لينانا ميلاني كريوي             | ميلاني كريوي صوفيا سيوينج                | هيكارو ساتو · نويل سايدينوفا · صوفيا بويلي · فانيسا وونغ                               |
| 11 يوليو | الدار البيضاء، المغرب ملعب ترابي W15 قرعة المباريات الفردية والزوجية                            | ياسمين قباج 6–4، 6–3                                           | شانتال سوفانت                                 | فيكي فان دي بير كارلوتا مارتينيز سيري    | كاتارينا كوزموفا نادين كيلر آية العوني أني فانجيلوفا                                   |
| 11 يوليو | الدار البيضاء، المغرب ملعب ترابي W15 قرعة المباريات الفردية والزوجية                            | أنستاسيا جوريفا · لورا هيتارانتا · 6–2، 6–2                    | ماري متراو فيديريكا براتي                     | فيكي فان دي بير كارلوتا مارتينيز سيري    | كاتارينا كوزموفا نادين كيلر آية العوني أني فانجيلوفا                                   |
| 11 يوليو | دون بينيتو، إسبانيا سجادة W15 قرعة المباريات الفردية والزوجية                                   | فالنتينا رييسر 4–6، 6–2، 6–1                                   | كارولا بيجينارو                               | ماريا فيتوريا فيفياني تيفاني فيكيه       | ليديا مورينو أرياس أولغا باريز أزكويتيا كلوي نويل شين جي هو                            |
| 11 يوليو | دون بينيتو، إسبانيا سجادة W15 قرعة المباريات الفردية والزوجية                                   | إيميلي لينده فالنتينا رييسر 7–6(7–5)، 7–5                      | تمارا كوستيتش لوسيا بيري                      | ماريا فيتوريا فيفياني تيفاني فيكيه       | ليديا مورينو أرياس أولغا باريز أزكويتيا كلوي نويل شين جي هو                            |
| 11 يوليو | المنستير، تونس ملعب صلب W15 قرعة المباريات الفردية والزوجية                                     | زينب سنمز 6–2، 4–6، 7–6(7–1)                                   | بريسكا مادلين نوغروهو                         | ويي سيجيا ياو شينكسين                    | فالنتينا ايفانوف إلينا ميلوفانوفيتش آفا هراستر كارين ماريون جوب                        |
| 11 يوليو | المنستير، تونس ملعب صلب W15 قرعة المباريات الفردية والزوجية                                     | تشين منجي زدينا شافاجوفا 7–5، 6–1                              | إلينا ميلوفانوفيتش إليسا فانلانجندونك         | ويي سيجيا ياو شينكسين                    | فالنتينا ايفانوف إلينا ميلوفانوفيتش آفا هراستر كارين ماريون جوب                        |
| 11 يوليو | لاكيووود، الولايات المتحدة ملعب صلب W15 قرعة المباريات الفردية والزوجية                         | هان جيانغشيو 7–5، 7–5                                          | كيم دا-بين                                    | مارتينا أوكالوفا ماديسون سيج             | سلمى إيوينج كاثرين هوي كارولين أنصاري إيرين كايتانو                                    |
| 11 يوليو | لاكيووود، الولايات المتحدة ملعب صلب W15 قرعة المباريات الفردية والزوجية                         | ماكينا جونز بريان مينور 6–4، 6–0                               | تايلور كاتالدي إيزابيلا تشيف                  | مارتينا أوكالوفا ماديسون سيج             | سلمى إيوينج كاثرين هوي كارولين أنصاري إيرين كايتانو                                    |
| 18 يوليو | كأس آي تي إس أولوموتس، جمهورية التشيك ملعب ترابي W60 فردي – زوجي                                | سارا بيليك 6–2، 7–6(7–0)                                       | لينا جيورشيكا                                 | سادا ناهيمن · داريا أستاخوفا             | ميريام بلغارو كرامي نارا إيما نافارو مايا شوالينسكا                                    |
| 18 يوليو | كأس آي تي إس أولوموتس، جمهورية التشيك ملعب ترابي W60 فردي – زوجي                                | جوليا جاتو مونتيكوني سادا ناهيمن 6–1، 1–6، [10–5]              | ايلونا جيورجيانا جيورواي أوانا جورجيتا سيميوم | سادا ناهيمن · داريا أستاخوفا             | ميريام بلغارو كرامي نارا إيما نافارو مايا شوالينسكا                                    |
| 18 يوليو | كأس الرئيس نور سلطان، كازاخستان ملعب صلب W60 فردي – زوجي                                        | مويوكا أوشيجيما 6–3، 7–6(7–2)                                  | ناتاليا كوستيتش                               | هان نا-لي · صوفيا لانسر                  | فيتاليا دياتشينكو · أناستاسيا زولوتاريفا · داريا كوداشوفا · ماريا تكاشيفا              |
| 18 يوليو | كأس الرئيس نور سلطان، كازاخستان ملعب صلب W60 فردي – زوجي                                        | ماريا تكاشيفا · أناستاسيا زولوتاريفا · 4–6، 6–1، [10–6]        | موموكو كوبوري مويوكا أوشيجيما                 | هان نا-لي · صوفيا لانسر                  | فيتاليا دياتشينكو · أناستاسيا زولوتاريفا · داريا كوداشوفا · ماريا تكاشيفا              |
| 18 يوليو | أوبن أرابا فيمينينو فيتوريا-غاستيز، إسبانيا ملعب صلب W60 فردي – زوجي                            | جيسيكا بونشيه 6–4، 7–5                                         | جيني دورست                                    | إيفا غيريرو ألفاريز أليكس إيلا           | سوزان بانديتشي أدريان ناغي ليانج إن شوا إيدن سيلفا                                     |
| 18 يوليو | أوبن أرابا فيمينينو فيتوريا-غاستيز، إسبانيا ملعب صلب W60 فردي – زوجي                            | ماريا بوندارينكو · إيوانا لوريدانا روسكا · 4–6، 6–4، [11–9]    | إيزابيل هافيرلاج جوستينا ميكولسكيت            | إيفا غيريرو ألفاريز أليكس إيلا           | سوزان بانديتشي أدريان ناغي ليانج إن شوا إيدن سيلفا                                     |
| 18 يوليو | كلاسيك مستشفى النساء إيفانسفيل، الولايات المتحدة ملعب صلب W60 فردي – زوجي                       | أشلين كروجر 6–3، 7–5                                           | ساتشيا فيكري                                  | كاثرين هاريسون إليزابيث ماندليك          | كاثرين سيبوف فيكتوريا دوفال كارول تشاو كاترينا سكوت                                    |
| 18 يوليو | كلاسيك مستشفى النساء إيفانسفيل، الولايات المتحدة ملعب صلب W60 فردي – زوجي                       | كولي ألين آفا ماركهام 3–6، 6–1، [10–3]                         | كيلي كولينز أشلين كروجر                       | كاثرين هاريسون إليزابيث ماندليك          | كاثرين سيبوف فيكتوريا دوفال كارول تشاو كاترينا سكوت                                    |
| 18 يوليو | ساسكاتون، كندا ملعب صلب W25 قرعة المباريات الفردية والزوجية                                     | فيكتوريا مبوكو 6–2، 6–0                                        | ماديسون سيج                                   | إليسيا بولتون هوريكان تايرا بلاك         | ستايسي فونغ جيسي آني تيا تشافيز مارينا ستاكوسيك                                        |
| 18 يوليو | ساسكاتون، كندا ملعب صلب W25 قرعة المباريات الفردية والزوجية                                     | كيلا كروس مارينا ستاكوسيك 6–3، 7–6(7–4)                        | كندرا بونش كاتارينا كوزاروف                   | إليسيا بولتون هوريكان تايرا بلاك         | ستايسي فونغ جيسي آني تيا تشافيز مارينا ستاكوسيك                                        |
| 18 يوليو | دارمشتات، ألمانيا ملعب ترابي W25 قرعة المباريات الفردية والزوجية                                | أنطونيا روزيك 6–3، 6–2                                         | إيرينا خروماتشيفا                             | إيكاترينا ماكاروفا · جيسيكا بوزاس مانيرو | جوليا آفدييفا · سفو ساكيلاريدي · كارول مونيت · آنا سيسكوفا                             |
| 18 يوليو | دارمشتات، ألمانيا ملعب ترابي W25 قرعة المباريات الفردية والزوجية                                | إلينا مالوغينا أليس روب 7–5، 7–5                               | جيسيكا بوزاس مانيرو لير روميرو غورماز         | إيكاترينا ماكاروفا · جيسيكا بوزاس مانيرو | جوليا آفدييفا · سفو ساكيلاريدي · كارول مونيت · آنا سيسكوفا                             |
| 18 يوليو | بروجيا، إيطاليا ملعب ترابي W25 قرعة المباريات الفردية والزوجية                                  | سيلينا يانيشيفيتش 6–2، 6–2                                     | آنا توراتي                                    | كارلوتا مارتينيز سيريز لوسي نجوين تان    | أناستازيا جريمالسكا أنجيلا فيتا بولويدا فاليريا سترخوفا نفيسة بيربيروفيتش              |
| 18 يوليو | بروجيا، إيطاليا ملعب ترابي W25 قرعة المباريات الفردية والزوجية                                  | فيرونيكا إرجيڤيك فاليريا سترخوفا انسحاب                        | أنجيلا فيتا بولويدا أنجيليكا موراتيلي         | كارلوتا مارتينيز سيريز لوسي نجوين تان    | أناستازيا جريمالسكا أنجيلا فيتا بولويدا فاليريا سترخوفا نفيسة بيربيروفيتش              |
| 18 يوليو | فيغيرا دا فوز، البرتغال ملعب صلب W25+H قرعة المباريات الفردية والزوجية                          | جيمي لويب 7–5، 6–4                                             | كيمبرلي بيريل                                 | ليزا زار بيمرا أوزجن                     | إيزابيلا كروجر آشلي لاهي جينا ديفالكو بينجتارن بليبويتش                                |
| 18 يوليو | فيغيرا دا فوز، البرتغال ملعب صلب W25+H قرعة المباريات الفردية والزوجية                          | ألكسندرا بوزوفيتش فرانسيسكا خورخي 6–2، 3–6، [12–10]            | لي بي-تشي وو فانغ-هسين                        | ليزا زار بيمرا أوزجن                     | إيزابيلا كروجر آشلي لاهي جينا ديفالكو بينجتارن بليبويتش                                |
| 18 يوليو | كالوندرا، أستراليا ملعب صلب W15 قرعة المباريات الفردية والزوجية                                 | تاليا جيبسون 7–6(7–4)، 6–4                                     | ديستاني أيافا                                 | آو إيتو شيزا هوسونما                     | مونيك باري أليسيا سميث ميا ريبك إيمي ستيفنس                                            |
| 18 يوليو | كالوندرا، أستراليا ملعب صلب W15 قرعة المباريات الفردية والزوجية                                 | مونيك باري فيفيان يانغ 6–2، 7–6(7–5)                           | آو إيتو ناناري كاتسومي                        | آو إيتو شيزا هوسونما                     | مونيك باري أليسيا سميث ميا ريبك إيمي ستيفنس                                            |
| 18 يوليو | ليه كونتامين مونجوا، فرنسا ملعب صلب W15 قرعة المباريات الفردية والزوجية                         | جيني ليم 6–1، 7–6(10–8)                                        | نينا رادوفانوفيتش                             | فالنتينا رايزر ثيو غرافويل               | كلوي نويل أستريد لو يان فون مارين سزوتاك إليز رينارد                                   |
| 18 يوليو | ليه كونتامين مونجوا، فرنسا ملعب صلب W15 قرعة المباريات الفردية والزوجية                         | نايمة كاراموكو فالنتينا رايزر 6–7(5–7)، 6–2، [10–8]            | مارين سزوتاك لوسي وارجنيه                     | فالنتينا رايزر ثيو غرافويل               | كلوي نويل أستريد لو يان فون مارين سزوتاك إليز رينارد                                   |
| 18 يوليو | كانكون، المكسيك ملعب صلب W15 قرعة المباريات الفردية والزوجية                                    | ليا إيزابيل فرنانديز أوليفاريس 6–3، 6–2                        | صوفيا بيولاي                                  | فانيسا وونغ فيكتوريا رودريغيز            | أليثيا هيريرو لينيانا · ماريا كاميلا توريس مورثيا · ميكا داغان فروختمن · نوال سايدنوفا |
| 18 يوليو | كانكون، المكسيك ملعب صلب W15 قرعة المباريات الفردية والزوجية                                    | هيكارو ساتو فانيسا وونغ 6–2، 6–4                               | أليثيا هيريرو لينيانا ميلاني كريوي            | فانيسا وونغ فيكتوريا رودريغيز            | أليثيا هيريرو لينيانا · ماريا كاميلا توريس مورثيا · ميكا داغان فروختمن · نوال سايدنوفا |
| 18 يوليو | المنستير، تونس ملعب صلب W15 قرعة المباريات الفردية والزوجية                                     | بريزكا ماديلين نوغروهو 6–3، 1–6، 6–4                           | فيدهي تشاودهاري                               | زينب سونميز باك دا-يون                   | جينيفير لوكهم ميشيكا أوزيكي كارولين روميو وي سيتجيا                                    |
| 18 يوليو | المنستير، تونس ملعب صلب W15 قرعة المباريات الفردية والزوجية                                     | بريزكا ماديلين نوغروهو وي سيتجيا 6–4، 6–1                      | باك دا-يون جونغ بو-يونغ                       | زينب سونميز باك دا-يون                   | جينيفير لوكهم ميشيكا أوزيكي كارولين روميو وي سيتجيا                                    |
| 25 يوليو | بطولات التنس العالمية del Friuli Venezia Giulia كوردينونز، إيطاليا ملعب ترابي W60 فريدة - زوجية | بانا أودفاردي 6–2، 6–0                                         | ييلينا أفانيسيان                              | جوليا غرايبر أنجيليكا موراتيلي           | كاتارينا كيرلاخ مارينا باسولس رييرا ليندا فروهفيتوفا فيرونيكا إرجافيك                  |
| 25 يوليو | بطولات التنس العالمية del Friuli Venezia Giulia كوردينونز، إيطاليا ملعب ترابي W60 فريدة - زوجية | أنجيليكا موراتيلي إيفا فيدر 6–3، 6–2                           | يوليانا ليزارازو أورورا زانتيديسكي            | جوليا غرايبر أنجيليكا موراتيلي           | كاتارينا كيرلاخ مارينا باسولس رييرا ليندا فروهفيتوفا فيرونيكا إرجافيك                  |
| 25 يوليو | هورب أم نيكار، ألمانيا ملعب ترابي W25 قرعة المباريات الفردية والزوجية                           | إيكاترينا ماكاروفا · 6–1، 6–0                                  | جيمي فورليس                                   | كوني بيرين جويل ستوير                    | إيلا سيدل نينا بوتوشنيك سوفو ساكيلاريدي كارول مونيت                                    |
| 25 يوليو | هورب أم نيكار، ألمانيا ملعب ترابي W25 قرعة المباريات الفردية والزوجية                           | إيكاترينا ماكاروفا · إيكاترينا راينغولد · 2–6، 6–4، [10–8]     | جيمي فورليس ألانا بارنابي                     | كوني بيرين جويل ستوير                    | إيلا سيدل نينا بوتوشنيك سوفو ساكيلاريدي كارول مونيت                                    |
| 25 يوليو | بطولة كاستيلا إي ليون إل إسبينار، إسبانيا ملعب صلب W25 قرعة المباريات الفردية والزوجية          | ميرا أندريفا · 6–4، 6–2                                        | إيفا غيريرو ألفاريز                           | ديانا مارسنكفيتشا أليكس إيالا            | أشلي لاي كودي وونغ روزا فيسينس ماس فلافي بروجنوني                                      |
| 25 يوليو | بطولة كاستيلا إي ليون إل إسبينار، إسبانيا ملعب صلب W25 قرعة المباريات الفردية والزوجية          | يويس تشونغ كودي وونغ 6–2، 4–6، [10–6]                          | مارتا غونزاليس إنسيناس ماريا فرناندا نافارو   | ديانا مارسنكفيتشا أليكس إيالا            | أشلي لاي كودي وونغ روزا فيسينس ماس فلافي بروجنوني                                      |
| 25 يوليو | نوتنغهام، المملكة المتحدة ملعب صلب W25 قرعة المباريات الفردية والزوجية                          | بريسيلا هون 6–3، 3–6، 6–3                                      | مايا لومسدن                                   | جيني دورست أمارني بانكس                  | أندري لوكوشيوتي كو يون-وو أنكيتا راينا جوانا جارلاند                                   |
| 25 يوليو | نوتنغهام، المملكة المتحدة ملعب صلب W25 قرعة المباريات الفردية والزوجية                          | لي بي تشي وو فانغ-هسيين 6–3، 6–2                               | جاسماين جيمبري إيزابيل هافيرلاغ               | جيني دورست أمارني بانكس                  | أندري لوكوشيوتي كو يون-وو أنكيتا راينا جوانا جارلاند                                   |
| 25 يوليو | دالاس، الولايات المتحدة ملعب صلب W25 قرعة المباريات الفردية والزوجية                            | كاترينا سكوت 6–1، 6–0                                          | ألفينا كالييفا                                | روبن أندرسون هينا إينووي                 | أليكسا جلاتش كليفي نغونو بايتون ستيرنز هانا تشانغ                                      |
| 25 يوليو | دالاس، الولايات المتحدة ملعب صلب W25 قرعة المباريات الفردية والزوجية                            | ماريا كوزيريفا · فيرونيكا ميروشنيشينكو · 6–4، 6–7(7–9)، [10–5] | جيسي أيني جيسيكا فايلة                        | روبن أندرسون هينا إينووي                 | أليكسا جلاتش كليفي نغونو بايتون ستيرنز هانا تشانغ                                      |
| 25 يوليو | كوليندرا، أستراليا ملعب صلب W15 قرعة المباريات الفردية والزوجية                                 | تاليا جيبسون 6–4، 3–2، انسحاب                                  | ديستاني أيافا                                 | أنجا نايار ليلي فيركلوف                  | آوي إيتو ليلي تايلور دارينا كامينوف أشلي سيمز                                          |
| 25 يوليو | كوليندرا، أستراليا ملعب صلب W15 قرعة المباريات الفردية والزوجية                                 | آوي إيتو ناناري كاتسومي 6–2، 6–2                               | مونيك باري ستيفاني ويب                        | أنجا نايار ليلي فيركلوف                  | آوي إيتو ليلي تايلور دارينا كامينوف أشلي سيمز                                          |
| 25 يوليو | كوتنغبرون، النمسا ملعب ترابي W15 قرعة المباريات الفردية والزوجية                                | مانو أركانجيولي 0–6، 6–4، 6–0                                  | دليلا سبايريتي                                | ليندا كليموفيكوفا تيباني فيكيت           | أليساندرا مازولا أماريزا كييرا تيث بويانا كلينكوف فيديريكا بيلاردو                     |
| 25 يوليو | كوتنغبرون، النمسا ملعب ترابي W15 قرعة المباريات الفردية والزوجية                                | أماريزا كييرا تيث دوغا توركمان انسحاب                          | فرناند لابرانيا دليلا سبايريتي                | ليندا كليموفيكوفا تيباني فيكيت           | أليساندرا مازولا أماريزا كييرا تيث بويانا كلينكوف فيديريكا بيلاردو                     |
| 25 يوليو | فايله، الدنمارك ملعب ترابي W15 قرعة المباريات الفردية والزوجية                                  | يوهان سفندسن 6–1، 6–0                                          | هانا فيلر مولر                                | أنوك فرانكن بيترز أنجلينا ويرجز          | جيسيكا لويزا السولا ناتاليا سيدليسكيا إيلا هاافستو فالنتينا ايفانوف                    |
| 25 يوليو | فايله، الدنمارك ملعب ترابي W15 قرعة المباريات الفردية والزوجية                                  | فالنتينا ايفانوف هانا فيلر مولر 6–2، 7–6(7–4)                  | كلاوديجا بوبيلتي باتريكا باوكشتيتي            | أنوك فرانكن بيترز أنجلينا ويرجز          | جيسيكا لويزا السولا ناتاليا سيدليسكيا إيلا هاافستو فالنتينا ايفانوف                    |
| 25 يوليو | المنستير، تونس ملعب صلب W15 قرعة المباريات الفردية والزوجية                                     | بريشكا مادلين نوجروهو 6–2، 6–1                                 | أنستاسيا جوريفا                               | كارولين روميو ميكاييلا لاكي              | وي سيتجيا زدينا شافاروفا ميشيكا أوزيكي ياو شينشين                                      |
| 25 يوليو | المنستير، تونس ملعب صلب W15 قرعة المباريات الفردية والزوجية                                     | بريشكا مادلين نوجروهو وي سيتجيا 6–2، 4–6، [10–5]               | أنستاسيا جوريفا · ميكاييلا لاكي               | كارولين روميو ميكاييلا لاكي              | وي سيتجيا زدينا شافاروفا ميشيكا أوزيكي ياو شينشين                                      |

### أغسطس
| الأسبوع  | البطولة                                                                                                | الفائزات                                                   | الوصيفات                                          | المتأهلات لنصف النهائي                   | المتأهلات لربع النهائي                                                     |
| -------- | --- | ---------------------------------------------------------- | ------------------------------------------------- | ---------------------------------------- | -------------------------------------------------------------------------- |
| 1 أغسطس  | البولندية المفتوحة جروزيسك مازوفيتسكي، بولندا ملعب صلب W100 Singles – Doubles                          | كاترينا سينياكوفا 6–4، 6–1                                 | ماجدا لينيت                                       | فيكتوريا توموفا ناتاليا كوستيتش          | Viktória Kužmová · كاتارزينا كاوا · نيجينا أبدوريموفا · Kristina Dmitruk   |
| 1 أغسطس  | البولندية المفتوحة جروزيسك مازوفيتسكي، بولندا ملعب صلب W100 Singles – Doubles                          | إليسيا بارنيت أوليفيا نيكولز 6–1، 7–6(7–3)                 | فيفيان هايزن كاتارزينا كاوا                       | فيكتوريا توموفا ناتاليا كوستيتش          | Viktória Kužmová · كاتارزينا كاوا · نيجينا أبدوريموفا · Kristina Dmitruk   |
| 1 أغسطس  | بطولة السيدات في هشينغن هشينغن، ألمانيا ملعب ترابي W60 Singles – Doubles                               | ليا بوشكوفيتش 7–5، 3–6، 6–4                                | نومى نوا أكوجو                                    | سافو ساكيلاريذي ميخاييلا بايرلوفا        | جوليا تيرزيسكا فيفيان وولف منى بارثل سينجا كراوس                           |
| 1 أغسطس  | بطولة السيدات في هشينغن هشينغن، ألمانيا ملعب ترابي W60 Singles – Doubles                               | إيرينا خروماتشيفا · ديانا شنايدر · 6–2، 6–3                | تمارا تشروفيتش كيارا شول                          | سافو ساكيلاريذي ميخاييلا بايرلوفا        | جوليا تيرزيسكا فيفيان وولف منى بارثل سينجا كراوس                           |
| 1 أغسطس  | جولة التنس العالمية في جران كناريا سان بارتولومي دي تيراخانا، إسبانيا ملعب ترابي W60 Singles – Doubles | أرانتشا روس 6–3، 3–6، 6–1                                  | بولينا كوديرميتوفا                                | كارول مونيت لولا راديفوجيفيتش            | إيرين بوريلو إسكوريهويلا ليير روميرو غورماز أنجيلا فيتا بولودا ليانغ إن شو |
| 1 أغسطس  | جولة التنس العالمية في جران كناريا سان بارتولومي دي تيراخانا، إسبانيا ملعب ترابي W60 Singles – Doubles | خيسيكا بوزاس مانيرو ليير روميرو غورماز 1–6، 7–5، [10–6]    | لوسيا كورتيس لوركا روزا فيسينس ماس                | كارول مونيت لولا راديفوجيفيتش            | إيرين بوريلو إسكوريهويلا ليير روميرو غورماز أنجيلا فيتا بولودا ليانغ إن شو |
| 1 أغسطس  | تحدي ليكسينغتون ليكسينغتون، الولايات المتحدة ملعب صلب W60 Singles – Doubles                            | كاتي سوان 6–0، 3–6، 6–3                                    | جودي بوراج                                        | مارسيلا زكرياس بايتون ستيرنز             | تايلور نج · فيرونيكا ميروشنيتشنكو · كارمن ثاندي · هانا شانغ                |
| 1 أغسطس  | تحدي ليكسينغتون ليكسينغتون، الولايات المتحدة ملعب صلب W60 Singles – Doubles                            | الديلا سوتجيادي كاترينا بوندارينكو 7–5، 6–3                | جادا هارت دالينا هيويت                            | مارسيلا زكرياس بايتون ستيرنز             | تايلور نج · فيرونيكا ميروشنيتشنكو · كارمن ثاندي · هانا شانغ                |
| 1 أغسطس  | أوبن، بلجيكا ملعب ترابي W25 قرعة المباريات الفردية والزوجية                                            | أنيتا كوتشموفا 7–5، 6–4                                    | ماري بينوا                                        | جوليا رييرا كايجسا هينيمان               | تشالا بويوكاكاتشاي فاني ستولار آنا توريتي فرانشيسكا كورمي                  |
| 1 أغسطس  | أوبن، بلجيكا ملعب ترابي W25 قرعة المباريات الفردية والزوجية                                            | أنيتا كوتشموفا ميساكي ماتسودا 7–6(7–5)، 6–3                | فيرناندا لابرينا آنا توريتي                       | جوليا رييرا كايجسا هينيمان               | تشالا بويوكاكاتشاي فاني ستولار آنا توريتي فرانشيسكا كورمي                  |
| 1 أغسطس  | ريو دي جانيرو، البرازيل ملعب ترابي W25 قرعة المباريات الفردية والزوجية                                 | غابرييلا سي 4–6، 7–5، 6–3                                  | نويللا زيبالوس                                    | تايسا جرانا بيدريتي ريا باتيا            | ماريا بولينا بيريز كاميلا بوسي رومينا كونو آنا صوفيا سانشيز                |
| 1 أغسطس  | ريو دي جانيرو، البرازيل ملعب ترابي W25 قرعة المباريات الفردية والزوجية                                 | تايسا جرانا بيدريتي نويللا زيبالوس 6–3، 6–1                | ريا باتيا ماريا بولينا بيريز                      | تايسا جرانا بيدريتي ريا باتيا            | ماريا بولينا بيريز كاميلا بوسي رومينا كونو آنا صوفيا سانشيز                |
| 1 أغسطس  | أكادير، المغرب ملعب ترابي W25 قرعة المباريات الفردية والزوجية                                          | غيرغانا توبالوفا 2–6، 6–2، 6–3                             | أنجيليكا موراتيلي                                 | إيكاترينا رينغولد · لكسي ستيفنس          | كارلوتا مارتينيز سيريز إيميلي لينده ساندرا سمير أورورا زانتيديتشي          |
| 1 أغسطس  | أكادير، المغرب ملعب ترابي W25 قرعة المباريات الفردية والزوجية                                          | أنجيليكا موراتيلي أورورا زانتيديتشي 6–2، 4–6، [10–7]       | جاكلين كاباج أواد مارتينا كولمينا                 | إيكاترينا رينغولد · لكسي ستيفنس          | كارلوتا مارتينيز سيريز إيميلي لينده ساندرا سمير أورورا زانتيديتشي          |
| 1 أغسطس  | فوكسهيل، المملكة المتحدة ملعب صلب (داخلي) W25 قرعة المباريات الفردية والزوجية                          | جوانا جارلاند 3–6، 6–1، 6–2                                | كيوكا أوكامورا                                    | لوكريتسيا ستيفانيني تاميرا باسيك         | كاترينا جوكيك شون فانجينغ أليس جيلان نايكثا بينز                           |
| 1 أغسطس  | فوكسهيل، المملكة المتحدة ملعب صلب (داخلي) W25 قرعة المباريات الفردية والزوجية                          | فريا كريستي علي كولينز 6–3، 6–3                            | نايكثا بينز مايا لومسدن                           | لوكريتسيا ستيفانيني تاميرا باسيك         | كاترينا جوكيك شون فانجينغ أليس جيلان نايكثا بينز                           |
| 1 أغسطس  | كوتينغبرون، النمسا ملعب ترابي W15 قرعة المباريات الفردية والزوجية                                      | أماريسا كيارا توث 6–3، 7–5                                 | كارولينا كوهل                                     | لورا راداكوفيتش تامارا كوستيتش           | أندريا أوبرادوفيتش · نينو ناتسفليشفيلي · لورا ماير · كسينيا زايتسيفا       |
| 1 أغسطس  | كوتينغبرون، النمسا ملعب ترابي W15 قرعة المباريات الفردية والزوجية                                      | كارولينا كوبانوفا إيفانا شيبيستوفا 6–4، 6–0                | ليندا شيفسيكوفا كارولينا فلتشوفا                  | لورا راداكوفيتش تامارا كوستيتش           | أندريا أوبرادوفيتش · نينو ناتسفليشفيلي · لورا ماير · كسينيا زايتسيفا       |
| 1 أغسطس  | فريدريكسبرغ (الدنمارك)، الدنمارك ملعب ترابي W15 قرعة المباريات الفردية والزوجية                        | ريبيكا مونك مورتنسن 5–7، 6–1، 6–3                          | جيسيكا لويزا السولا                               | كلاوديا بوبليتي أنوك فرانكن بيترز        | لوسيا مارتينيز غوميز فالنتينا ايفانوف إلينور باغلو كايزا رينالدو بيرسون    |
| 1 أغسطس  | فريدريكسبرغ (الدنمارك)، الدنمارك ملعب ترابي W15 قرعة المباريات الفردية والزوجية                        | جيسيكا لويزا السولا يوهان سفندسن 6–4، 3–6، [10–7]          | فيلما كريبس هيليستيد ريبيكا مونك مورتنسن          | كلاوديا بوبليتي أنوك فرانكن بيترز        | لوسيا مارتينيز غوميز فالنتينا ايفانوف إلينور باغلو كايزا رينالدو بيرسون    |
| 1 أغسطس  | سافيتايبالي، فنلندا ملعب ترابي W15 قرعة المباريات الفردية والزوجية                                     | أنطونيا شميت 7–5، 6–2                                      | ميرينا تون                                        | فيكي فان دي بير تيميا ياروشكوفا          | لورا هيتارانتا أنيت أنجيليكا كوسكيل ويرونيكا بازاك إميلي وولكر             |
| 1 أغسطس  | سافيتايبالي، فنلندا ملعب ترابي W15 قرعة المباريات الفردية والزوجية                                     | أنيت أنجيليكا كوسكيل كاترين سار 5–7، 6–3، [10–2]           | ميرينا تون آني فانجلوفا                           | فيكي فان دي بير تيميا ياروشكوفا          | لورا هيتارانتا أنيت أنجيليكا كوسكيل ويرونيكا بازاك إميلي وولكر             |
| 1 أغسطس  | بسكارا، إيطاليا ملعب ترابي W15 قرعة المباريات الفردية والزوجية                                         | أناستازيا جريمالسكا 6–3، 3–6، 6–3                          | تاتيانا بيري                                      | فيديريكا بيلاردو جوليا كريسينزي          | جوجيا بينتو · بياتريس ريتشي · إفيالينا لاسكيفيتش · جيسيكا بيرتولدو         |
| 1 أغسطس  | بسكارا، إيطاليا ملعب ترابي W15 قرعة المباريات الفردية والزوجية                                         | أناستازيا جريمالسكا آنه شيفر 5–7، 6–1، [12–10]             | جوجيا بينتو جايا سكوارشالوبي                      | فيديريكا بيلاردو جوليا كريسينزي          | جوجيا بينتو · بياتريس ريتشي · إفيالينا لاسكيفيتش · جيسيكا بيرتولدو         |
| 1 أغسطس  | المنستير، تونس ملعب صلب W15 قرعة المباريات الفردية والزوجية                                            | وي سيجيا 4–6، 7–6(7–3)، 6–4                                | ياو شينشين                                        | جينيفر لوكهام · أنستاسيا جورييفا         | شي يوجياو ماريا فيتوريا فيفياني ليزا مايس ماريانا زاكارليوك                |
| 1 أغسطس  | المنستير، تونس ملعب صلب W15 قرعة المباريات الفردية والزوجية                                            | ساكي إيمامورا بريسكا ماديلين نوجروهو 6–3، 6–2              | نينا رادوفانوفيتش ياو شينشين                      | جينيفر لوكهام · أنستاسيا جورييفا         | شي يوجياو ماريا فيتوريا فيفياني ليزا مايس ماريانا زاكارليوك                |
| 8 أغسطس  | Koser Jewelers Tennis Challenge لانديسفيل، الولايات المتحدة ملعب صلب W100 فردي – زوجي                  | تشو لين 6–2، 6–3                                           | إليزابيث ماندليك                                  | هان نا لاي سيمونا والترت                 | روبن أندرسون كارولين دولهيد ليزلي كركهوف كاتارزينا كاوا                    |
| 8 أغسطس  | Koser Jewelers Tennis Challenge لانديسفيل، الولايات المتحدة ملعب صلب W100 فردي – زوجي                  | صوفي تشانغ آنا دانيلينا 2–6، 7–6(7–4)، [11–9]              | هان نا لاي جانغ سو جونج                           | هان نا لاي سيمونا والترت                 | روبن أندرسون كارولين دولهيد ليزلي كركهوف كاتارزينا كاوا                    |
| 8 أغسطس  | ITF World Tennis Tour Maspalomas سان بارتولومي دي تيراخانا، إسبانيا ملعب ترابي W60 فردي – زوجي         | جوليا جربر 6–4، 6–3                                        | ناديه بودوروسكا                                   | بولينا كوديرميتوفا · سوزان لامينز        | أرانتشا روس · ديانا شنايدر · باربورا باليكوفا · جيسيكا بوزاس مانيرو        |
| 8 أغسطس  | ITF World Tennis Tour Maspalomas سان بارتولومي دي تيراخانا، إسبانيا ملعب ترابي W60 فردي – زوجي         | أنجيلا فيتا بولودا أرانتشا روس 6–4، 6–4                    | الينا أفانيسيان · ديانا شنايدر                    | بولينا كوديرميتوفا · سوزان لامينز        | أرانتشا روس · ديانا شنايدر · باربورا باليكوفا · جيسيكا بوزاس مانيرو        |
| 8 أغسطس  | كوكسيد، بلجيكا ملعب ترابي W25 قرعة المباريات الفردية والزوجية                                          | ماري بينوا 5–7، 3–6                                        | جوليا رييرا                                       | أنا توراتي دانييلا فيسماني               | أميليا واليغورا أميلي فان إيمب ماغالي كيمبن لارا سالدن                     |
| 8 أغسطس  | كوكسيد، بلجيكا ملعب ترابي W25 قرعة المباريات الفردية والزوجية                                          | ماغالي كيمبن لارا سالدن 2–6، 2–6                           | أميلي فان إيمب هاني فانديونكل                     | أنا توراتي دانييلا فيسماني               | أميليا واليغورا أميلي فان إيمب ماغالي كيمبن لارا سالدن                     |
| 8 أغسطس  | بارنو، إستونيا ملعب ترابي 25W قرعة المباريات الفردية والزوجية                                          | فيرونيكا فالكوسكا 5–7، 2–6                                 | غيرغانا توبالوفا                                  | إيلينا مالوجينا جوستينا ميكولسكيت        | آنا سيسكوفا مارتينا كولميغنا ميريل هودت ميكايلا بايرلوفا                   |
| 8 أغسطس  | بارنو، إستونيا ملعب ترابي 25W قرعة المباريات الفردية والزوجية                                          | جوستينا ميكولسكيت فاليريا ستراخوفا 2–6، 6–4، [8–10]        | إليني كريستوفي غيرغانا توبالوفا                   | إيلينا مالوجينا جوستينا ميكولسكيت        | آنا سيسكوفا مارتينا كولميغنا ميريل هودت ميكايلا بايرلوفا                   |
| 8 أغسطس  | لايبزيغ، ألمانيا ملعب ترابي W25+H قرعة المباريات الفردية والزوجية                                      | نينا بوتوشنيك 6–4، 2–6، 5–7                                | مارا جوت                                          | كيارا شول جوليا ميدندورف                 | ديانا مارسنكفيتشا إيلا سيدل كاثرينا هوبغارسكي آنا كلاسن                    |
| 8 أغسطس  | لايبزيغ، ألمانيا ملعب ترابي W25+H قرعة المباريات الفردية والزوجية                                      | نوما نوه أكوغي إيلا سيدل 0–6، 5–7                          | تي ليوكيتش جويل ستيور                             | كيارا شول جوليا ميدندورف                 | ديانا مارسنكفيتشا إيلا سيدل كاثرينا هوبغارسكي آنا كلاسن                    |
| 8 أغسطس  | أوست كامانوجورسك، كازاخستان ملعب صلب W25 قرعة المباريات الفردية والزوجية                               | آنا كوبارفيفا · 4–6، 6–7(6–8)                              | تاتيانا باركوفا                                   | جوزال أينيتدينوفا · داريا كوداشوفا       | إيكاترينا كازيونوفا · أشمثا إيشوارامورثي · داريا شوها · إيكاترينا ياشينا   |
| 8 أغسطس  | أوست كامانوجورسك، كازاخستان ملعب صلب W25 قرعة المباريات الفردية والزوجية                               | إيكاترينا ماكلاكوفا · ألكسندرا بوسبيلوفا · 6–7(5–7)، 1–6   | إيكاترينا كازيونوفا · جيبيك كولامبايفا            | جوزال أينيتدينوفا · داريا كوداشوفا       | إيكاترينا كازيونوفا · أشمثا إيشوارامورثي · داريا شوها · إيكاترينا ياشينا   |
| 8 أغسطس  | رادوم، بولندا ملعب ترابي W25 قرعة المباريات الفردية والزوجية                                           | تشالا بويوكاكاتشاي 1–4، انسحب.                             | فيرا لابكو                                        | كارلوتا مارتينيز سيريز فيرونيكا إرجافيتس | لوكريتسيا ستيفانيني إستيل كاسينو بيانكا بيهولوفا دومينيكا سالكوفا          |
| 8 أغسطس  | رادوم، بولندا ملعب ترابي W25 قرعة المباريات الفردية والزوجية                                           | دينيسا هيندوفا كارولينا كوبانوفا 1–6، 2–6                  | فونا كوزاكي إيلي يوريك                            | كارلوتا مارتينيز سيريز فيرونيكا إرجافيتس | لوكريتسيا ستيفانيني إستيل كاسينو بيانكا بيهولوفا دومينيكا سالكوفا          |
| 8 أغسطس  | براشوف، رومانيا ملعب ترابي W25 قرعة المباريات الفردية والزوجية                                         | أندريا روسكا 6–1، 6–7(5–7)، 7–6(7–1)                       | جوليا أفديفا                                      | كريستينا دينو إيلونا جورجيانا غيورواي    | مريم بلغارو جورجيا كراسيون شتيفانيا بوجيكا آنا جورجيتا سيميوني             |
| 8 أغسطس  | براشوف، رومانيا ملعب ترابي W25 قرعة المباريات الفردية والزوجية                                         | إيلونا جورجيانا غيورواي آنا جورجيتا سيميوني 7–5، 6–3       | كريستينا دينو أندريا روسكا                        | كريستينا دينو إيلونا جورجيانا غيورواي    | مريم بلغارو جورجيا كراسيون شتيفانيا بوجيكا آنا جورجيتا سيميوني             |
| 8 أغسطس  | دانديريد، السويد ملعب ترابي W25 قرعة المباريات الفردية والزوجية                                        | بريندا فروهفيرتوفا 6–1، 6–3                                | منى بارثل                                         | ليزا زار صوفيا سامافاتي                  | أليكا روسوفا ناتاليا سيدليسكا جاكلين كاباج أود سافو ساكيلاريدي             |
| 8 أغسطس  | دانديريد، السويد ملعب ترابي W25 قرعة المباريات الفردية والزوجية                                        | رينا سايغو يوخينا سايغو 2–6، 7–5، [10–7]                   | آشلي لايهي ليزا زار                               | ليزا زار صوفيا سامافاتي                  | أليكا روسوفا ناتاليا سيدليسكا جاكلين كاباج أود سافو ساكيلاريدي             |
| 8 أغسطس  | القاهرة، مصر ملعب ترابي W15 قرعة المباريات الفردية والزوجية                                            | إلينا بريدانكينا · 6–1، 6–1                                | ألكسندرا يورداتشي                                 | مايوكا آيكاوا ياسمين عزت                 | لويز برونسكوغ آني فانجيلوفا أميرة بدوي آية السيد                           |
| 8 أغسطس  | القاهرة، مصر ملعب ترابي W15 قرعة المباريات الفردية والزوجية                                            | ياسمين عزت ديميترا بافلو 6–4، 2–6، [12–10]                 | فانيسا إرسوز أنستاسيا بوبلافسكا                   | مايوكا آيكاوا ياسمين عزت                 | لويز برونسكوغ آني فانجيلوفا أميرة بدوي آية السيد                           |
| 8 أغسطس  | بادوفا، إيطاليا ملعب ترابي W15 قرعة المباريات الفردية والزوجية                                         | فيديريكا بيلاردو 6–2، 6–1                                  | لورا ماير                                         | أليساندرا ماتزولا إيرينا بالوس           | فيرجينيا فيرارا بياتريس ريتشي لايا بيتريتيك جوليا كريسنتزي                 |
| 8 أغسطس  | بادوفا، إيطاليا ملعب ترابي W15 قرعة المباريات الفردية والزوجية                                         | فيرجينيا فيرارا جورجيا بيدوني 6–3، 6–4                     | جيسيكا بيرتولدو إينولا كيزا                       | أليساندرا ماتزولا إيرينا بالوس           | فيرجينيا فيرارا بياتريس ريتشي لايا بيتريتيك جوليا كريسنتزي                 |
| 8 أغسطس  | كانكون، المكسيك ملعب صلب W15 قرعة المباريات الفردية والزوجية                                           | إيرين كايتانو 2–6، 2–6                                     | ليا إيزابيل فرنانديز أوليفاريس                    | فيكتوريا رودريغيز كارولين أنساري         | باريس كورلي أبيجيل رينشيلي غابرييلا ريفيرا ماريا بولينا بيريز              |
| 8 أغسطس  | كانكون، المكسيك ملعب صلب W15 قرعة المباريات الفردية والزوجية                                           | غابرييلا برودفوت أبيجيل رينشيلي 5–6، انسحاب.               | ماو موشيكا ميو موشيكا                             | فيكتوريا رودريغيز كارولين أنساري         | باريس كورلي أبيجيل رينشيلي غابرييلا ريفيرا ماريا بولينا بيريز              |
| 8 أغسطس  | المنستير، تونس ملعب صلب W15 قرعة المباريات الفردية والزوجية                                            | بريسكا ماديلين نوغروهو 0–6، 3–6                            | سكي إمامورا                                       | ناهو ساتو ياو شينشين                     | لي زونغيو كلارا فلاسلاير ليزا مايز إيلا نالا ميليش                         |
| 8 أغسطس  | المنستير، تونس ملعب صلب W15 قرعة المباريات الفردية والزوجية                                            | سكي إمامورا بريسكا ماديلين نوغروهو 1–6، 3–6                | ياسمين منصوري ناهو ساتو                           | ناهو ساتو ياو شينشين                     | لي زونغيو كلارا فلاسلاير ليزا مايز إيلا نالا ميليش                         |
| 15 أغسطس | بطولة ذا برونكس ذا برونكس، الولايات المتحدة ملعب صلب W60 فردي – زوجي                                   | كاميلا راخيموفا · 6–2، 6–3                                 | ميريام بيوركلاند                                  | Erika Andreeva · سيمونا والترت           | أوكسانا سيليخميتيفا · كريستينا بوكشا · أناستاسيا جاسانوفا · داريا سنيغور   |
| 15 أغسطس | بطولة ذا برونكس ذا برونكس، الولايات المتحدة ملعب صلب W60 فردي – زوجي                                   | آنا بلينكوفا · سيمونا والترت · 6–3، 6–3                    | هان نا-لاي هيروكو كواتا                           | Erika Andreeva · سيمونا والترت           | أوكسانا سيليخميتيفا · كريستينا بوكشا · أناستاسيا جاسانوفا · داريا سنيغور   |
| 15 أغسطس | موغيرود، المجر ملعب ترابي W25 قرعة المباريات الفردية والزوجية                                          | بريندا فورهفيرتوفا 6–0، 6–0                                | لويزا ماير أوف دي هايد                            | ميريام بولغارو ناتاليا سزابانين          | جوليا رييرا ريبيكا سرامكوفا جوليا جاتو مونتيكوني آنا صوفيا سانشيز          |
| 15 أغسطس | موغيرود، المجر ملعب ترابي W25 قرعة المباريات الفردية والزوجية                                          | إيلونا جورجيانا جيورواي أماريسا كيارا توث 7–5، 6–0         | كارول مونيت مارين بارتود                          | ميريام بولغارو ناتاليا سزابانين          | جوليا رييرا ريبيكا سرامكوفا جوليا جاتو مونتيكوني آنا صوفيا سانشيز          |
| 15 أغسطس | فرنياتشكا بانيا، صربيا ملعب ترابي W25 قرعة المباريات الفردية والزوجية                                  | ميا ريستيتش 0–6، 7–5، 7–5                                  | كريستينا دينو                                     | سادا ناهيمانا · إفيالينا لاسكيفيتش       | ليا كارانتشيفا ليكسي ستيفنز ميكايلا لاكي ليزا بيغاتو                       |
| 15 أغسطس | فرنياتشكا بانيا، صربيا ملعب ترابي W25 قرعة المباريات الفردية والزوجية                                  | كريستينا دينو فاليريا ستراكوفا 6–1، 4–6، [10–8]            | إميلي أبلتون بارثانا ثومباري                      | سادا ناهيمانا · إفيالينا لاسكيفيتش       | ليا كارانتشيفا ليكسي ستيفنز ميكايلا لاكي ليزا بيغاتو                       |
| 15 أغسطس | أورينسي، إسبانيا ملعب صلب W25 قرعة المباريات الفردية والزوجية                                          | كريستينا دميتروك · 7–5، 6–1                                | نفيسة بيربيروفيتش                                 | فرانسيسكا خورخي جيسيكا بوزاس مانييرو     | أرانتشا روس إيفون كافايي ريميرس يو إكسياودي آنا بروغان                     |
| 15 أغسطس | أورينسي، إسبانيا ملعب صلب W25 قرعة المباريات الفردية والزوجية                                          | ماريا ماتيس أرانتشا روس 6–4، 5–7، [10–7]                   | إيفون كافايي ريميرس لوسيا كورتيس يوركا            | فرانسيسكا خورخي جيسيكا بوزاس مانييرو     | أرانتشا روس إيفون كافايي ريميرس يو إكسياودي آنا بروغان                     |
| 15 أغسطس | ألدرشوت، المملكة المتحدة ملعب صلب W25 قرعة المباريات الفردية والزوجية                                  | جوانا جارلاند 6–2، 6–4                                     | أنكيتا راينا                                      | تاميرا باسيك هاروكا كاجي                 | آنا لينا فريدسام ليانغ إن شو أمارني بانكس نايكثا بينز                      |
| 15 أغسطس | ألدرشوت، المملكة المتحدة ملعب صلب W25 قرعة المباريات الفردية والزوجية                                  | فريا كريستي آلي كولينز 6–4، 6–2                            | أندريه لوكوشيتي إليز مالوني                       | تاميرا باسيك هاروكا كاجي                 | آنا لينا فريدسام ليانغ إن شو أمارني بانكس نايكثا بينز                      |
| 15 أغسطس | باد والترسدورف، النمسا ملعب ترابي W15 قرعة المباريات الفردية والزوجية                                  | بولينا ليكينا · 6–2، 6–3                                   | بيا لوفتش                                         | كارولا بيجينارو تيفاني فيكيه             | إلينا كارني كاترينا تسيغوروفا أرابيلا كولر كوستانزا ترافيرسي               |
| 15 أغسطس | باد والترسدورف، النمسا ملعب ترابي W15 قرعة المباريات الفردية والزوجية                                  | كاترينا أوفشارينكو · زدينا شافاروفا · 6–1، 6–3             | بانا بارثا شتيفانيا بويكا                         | كارولا بيجينارو تيفاني فيكيه             | إلينا كارني كاترينا تسيغوروفا أرابيلا كولر كوستانزا ترافيرسي               |
| 15 أغسطس | دفيل (بلجيكا)، بلجيكا ملعب ترابي W15 قرعة المباريات الفردية والزوجية                                   | فيكي فان دي بير 6–0، 6–3                                   | هاني فان ديفنكل                                   | ليا تولي أكسانا مارين                    | ماتيلدا موتافدزيك أميلي فان إيمبي جوليا كريسشينزي ميهارو إيماشيني          |
| 15 أغسطس | دفيل (بلجيكا)، بلجيكا ملعب ترابي W15 قرعة المباريات الفردية والزوجية                                   | جوليا كريسشينزي · أنستازيا سوخوتينا · 6–4، 3–6، [10–8]     | أميلي فان إيمبي هاني فان ديفنكل                   | ليا تولي أكسانا مارين                    | ماتيلدا موتافدزيك أميلي فان إيمبي جوليا كريسشينزي ميهارو إيماشيني          |
| 15 أغسطس | القاهرة، مصر ملعب ترابي W15 قرعة المباريات الفردية والزوجية                                            | غايا سكوارسيالوبي 6–4، 6–3                                 | مايوكا أيكاوا                                     | فانيسا إرسوز أميرة بادوي                 | إيلينا بريدانكينا · آني فانجيلوفا · بياتريس ستاغنو · لويز برونسكوغ         |
| 15 أغسطس | القاهرة، مصر ملعب ترابي W15 قرعة المباريات الفردية والزوجية                                            | ياسمين عزت ديميترا بافلو 7–5، 6–3                          | إيلينا بريدانكينا · إليزافيتا شيبكينا             | فانيسا إرسوز أميرة بادوي                 | إيلينا بريدانكينا · آني فانجيلوفا · بياتريس ستاغنو · لويز برونسكوغ         |
| 15 أغسطس | إرفيته، ألمانيا ملعب ترابي W15 قرعة المباريات الفردية والزوجية                                         | جوليا ميدندورف 3–6، 6–3، 6–4                               | مارثا ماتولا                                      | كيارا شول جويل ستوير                     | فابياني جيتورت كاثارينا هيرينج آنا كلاسن أرينا فاسيليسكيو                  |
| 15 أغسطس | إرفيته، ألمانيا ملعب ترابي W15 قرعة المباريات الفردية والزوجية                                         | ليسا-ماري ريوكس كيارا شول 6–7(5–7)، 6–1، [10–7]            | مارثا ماتولا أرينا فاسيليسكيو                     | كيارا شول جويل ستوير                     | فابياني جيتورت كاثارينا هيرينج آنا كلاسن أرينا فاسيليسكيو                  |
| 15 أغسطس | كانكون، المكسيك ملعب صلب W15 قرعة المباريات الفردية والزوجية                                           | سولانا سييرا 2–6، 6–3، 7–6(9–7)                            | هان جيانغشوي                                      | سلمى يوينج جانتي تيليبورجير              | كارين بيير-لويس فيكتوريا رودريغيز باريس كورلي أبيجيل رينشيلي               |
| 15 أغسطس | كانكون، المكسيك ملعب صلب W15 قرعة المباريات الفردية والزوجية                                           | باريس كورلي ميلاني كريووج 7–6(8–6)، 6–3                    | ماو موشيكا ميو موشيكا                             | سلمى يوينج جانتي تيليبورجير              | كارين بيير-لويس فيكتوريا رودريغيز باريس كورلي أبيجيل رينشيلي               |
| 15 أغسطس | آيندهوفن، هولندا ملعب ترابي W15 قرعة المباريات الفردية والزوجية                                        | مايليين نودي 6–3، 7–5                                      | أنوك فرانكن بيتيرز                                | ميرل هودت أنوك كوفرمانز                  | ديمي تران ليان تران آنا أوزيروفا أوانا جافريلا                             |
| 15 أغسطس | آيندهوفن، هولندا ملعب ترابي W15 قرعة المباريات الفردية والزوجية                                        | باتريتشيا بوكستيت لايا بيتريتش 4–6، 7–5، [11–9]            | ديمي تران ليان تران                               | ميرل هودت أنوك كوفرمانز                  | ديمي تران ليان تران آنا أوزيروفا أوانا جافريلا                             |
| 15 أغسطس | بيدغوشتش، بولندا ملعب ترابي W15 قرعة المباريات الفردية والزوجية                                        | فاليريا أوليانوفيسكايا · 6–3، 6–1                          | ليندا كليموفيتشوفا                                | يليزافيتا كوتليار كاترينا كوزموفا        | جولي سترابلوفا دينيسا هيندوفا فيرونيكا إيوالد إلينا أمارياي                |
| 15 أغسطس | بيدغوشتش، بولندا ملعب ترابي W15 قرعة المباريات الفردية والزوجية                                        | مارينا كولب ناديا كولب 6–4، 1–6، [10–7]                    | فاليريا أوليانوفيسكايا · ستيفانيا روغوزينسكا ديزك | يليزافيتا كوتليار كاترينا كوزموفا        | جولي سترابلوفا دينيسا هيندوفا فيرونيكا إيوالد إلينا أمارياي                |
| 15 أغسطس | المنستير، تونس ملعب صلب W15 قرعة المباريات الفردية والزوجية                                            | ساكي إمامورا 6–1، 6–1                                      | جينيفر لوكهام                                     | إيما توثوفا أناستاسيا إيماشكين           | ناهو ساتو لي زونغيو إفيتا راميريز وي هوي-وون                               |
| 15 أغسطس | المنستير، تونس ملعب صلب W15 قرعة المباريات الفردية والزوجية                                            | جيانغ زيجون لي زونغيو 6–1، 6–2                             | بوفانا كالفا جينيفر لوكهام                        | إيما توثوفا أناستاسيا إيماشكين           | ناهو ساتو لي زونغيو إفيتا راميريز وي هوي-وون                               |
| 22 أغسطس | كأس زوبر برشيروف، جمهورية التشيك ملعب ترابي W60 فردي – زوجي                                            | باربورا باليكوفا 6–2، 1–6، 6–0                             | سادا ناهيمانا                                     | إيرين بورييو إسكوريهويلا أندريا غاميز    | غيومار مارستاني كاثارينا هوغارسكي دومينيكا سالكوفا نيكولا بارتونكوفا       |
| 22 أغسطس | كأس زوبر برشيروف، جمهورية التشيك ملعب ترابي W60 فردي – زوجي                                            | أناستازيا ديتسيوك ميريام كولودزييوفا 7–6(7–4)، 4–6، [10–5] | فونا كوزاكي ميساكي ماتسودا                        | إيرين بورييو إسكوريهويلا أندريا غاميز    | غيومار مارستاني كاثارينا هوغارسكي دومينيكا سالكوفا نيكولا بارتونكوفا       |
| 22 أغسطس | براونشفايغ (مدينة)، ألمانيا ملعب ترابي W25 قرعة المباريات الفردية والزوجية                             | بريندا فروهفيرتوفا 6–3، 6–1                                | نوما نوه أكوغي                                    | جوليا ميدندورف فيرونيكا إرجيك            | ليا بوشكوفيتش فيرونيكا فالكوسكا منى بارثل تشالا بويوكاكاتشاي               |
| 22 أغسطس | براونشفايغ (مدينة)، ألمانيا ملعب ترابي W25 قرعة المباريات الفردية والزوجية                             | مارتينا كولمينا آنا كلاسِن 6–3، 2–6، [10–5]                 | فيرونيكا إرجيك فيرونيكا فالكوسكا                  | جوليا ميدندورف فيرونيكا إرجيك            | ليا بوشكوفيتش فيرونيكا فالكوسكا منى بارثل تشالا بويوكاكاتشاي               |
| 22 أغسطس | أولدنزال، هولندا ملعب ترابي W25 قرعة المباريات الفردية والزوجية                                        | ليير روميرو غورماز 6–4، 7–6(7–2)                           | إيكاترينا ماكاروفا                                | كايزا رينالدو بيرسون ماجالي كيمبين       | جوليا رييرا بيانكا بيهولوفا جيسيكا بييري ميلانيا ديلالي                    |
| 22 أغسطس | أولدنزال، هولندا ملعب ترابي W25 قرعة المباريات الفردية والزوجية                                        | جاكلين كاباج أواد كايسا هينيمان 6–1، 6–3                   | ريكي دي كونينج مارينتي سيجبيسما                   | كايزا رينالدو بيرسون ماجالي كيمبين       | جوليا رييرا بيانكا بيهولوفا جيسيكا بييري ميلانيا ديلالي                    |
| 22 أغسطس | غويانغ، كوريا الجنوبية ملعب صلب W25 قرعة المباريات الفردية والزوجية                                    | كيوكا أوكامورا 1–6، 6–4، 6–3                               | بينجتارن بليبويتش                                 | كلارا فلاسيلاير بونين كوفابيتوكيتد       | موموكو كوبوري تشوي جي-هي باك دا-يون جيونغ بو-يونغ                          |
| 22 أغسطس | غويانغ، كوريا الجنوبية ملعب صلب W25 قرعة المباريات الفردية والزوجية                                    | كيوكا أوكامورا بينجتارن بليبويتش 6–1، 6–0                  | كيم دا-بين بونين كوفابيتوكيتد                     | كلارا فلاسيلاير بونين كوفابيتوكيتد       | موموكو كوبوري تشوي جي-هي باك دا-يون جيونغ بو-يونغ                          |
| 22 أغسطس | فيغو، إسبانيا ملعب صلب W25 قرعة المباريات الفردية والزوجية                                             | أنطونيا روجيتش 6–1، 6–1                                    | آنا بروغان                                        | إيفا غيريرو ألفاريز نفيسة بيربيروفيتش    | لوسيا كورتز لوركا · يو إكسياودي · جيسيكا بوزاس مانيرو · كريستينا دميتروك   |
| 22 أغسطس | فيغو، إسبانيا ملعب صلب W25 قرعة المباريات الفردية والزوجية                                             | فرانشيسكا كورمي إلين جينوفيس 6–0، 6–3                      | أولغا هيلمي كاثلين كينيف                          | إيفا غيريرو ألفاريز نفيسة بيربيروفيتش    | لوسيا كورتز لوركا · يو إكسياودي · جيسيكا بوزاس مانيرو · كريستينا دميتروك   |
| 22 أغسطس | فيربيير، سويسرا ملعب ترابي W25 قرعة المباريات الفردية والزوجية                                         | ماتيلدا باوليتي 2–6، 6–3، 6–7(2–7)                         | زينب سنميز                                        | فالنتينا رايسر أرليندا روشيتي            | كوني بيرين ميكيلا بايرلوفا فيونا غانز جيني دورست                           |
| 22 أغسطس | فيربيير، سويسرا ملعب ترابي W25 قرعة المباريات الفردية والزوجية                                         | إيرينا هاياشي كاناكو موريساكي 2–6، 1–6                     | ميكيلا بايرلوفا نيكول فوسا هيرغو                  | فالنتينا رايسر أرليندا روشيتي            | كوني بيرين ميكيلا بايرلوفا فيونا غانز جيني دورست                           |
| 22 أغسطس | روهامبتون، المملكة المتحدة ملعب صلب W25 قرعة المباريات الفردية والزوجية                                | غاو شينيو 1–6، 0–6                                         | أمارني بانكس                                      | يوديس تشونغ جوانا غارلاند                | روتوجا بسالي إريكا سما لوسي هافليتشكوفا هاروكا كاجي                        |
| 22 أغسطس | روهامبتون، المملكة المتحدة ملعب صلب W25 قرعة المباريات الفردية والزوجية                                | روتوجا بسالي إريكا سما 6–4، 3–6، [9–11]                    | نايكثا بينز مايا لومسدن                           | يوديس تشونغ جوانا غارلاند                | روتوجا بسالي إريكا سما لوسي هافليتشكوفا هاروكا كاجي                        |
| 22 أغسطس | باد والتيرسدورف، النمسا ملعب ترابي W15 قرعة المباريات الفردية والزوجية                                 | تيباني فيكيه 6–7(2–7)، 3–6                                 | بيا لوفريتش                                       | كاترينا تسيغوروفا · إيكاترينا أوفشارينكو | ألكسندرا أولينيكوفا · ناتاليا سينيك · جينيفر روغيري · أليفينا إبراغيموفا   |
| 22 أغسطس | باد والتيرسدورف، النمسا ملعب ترابي W15 قرعة المباريات الفردية والزوجية                                 | كارولا بيجينارو تيباني فيكيه 6–2، 1–6، [5–10]              | نيكولا بريشكوفا رومانا تشيسوفسكا                  | كاترينا تسيغوروفا · إيكاترينا أوفشارينكو | ألكسندرا أولينيكوفا · ناتاليا سينيك · جينيفر روغيري · أليفينا إبراغيموفا   |
| 22 أغسطس | وانفرسيه-باولت، بلجيكا ملعب ترابي W15 قرعة المباريات الفردية والزوجية                                  | ستيفاني فيشر 1–6، 4–6                                      | أميلي فان إيمب                                    | هان فانديوينكل أنوك كوفيرمانز            | أنستاسيا سوخوتينا · بيانكا بولات · فيكي فان دي بير · بولينا باخموتكينا     |
| 22 أغسطس | وانفرسيه-باولت، بلجيكا ملعب ترابي W15 قرعة المباريات الفردية والزوجية                                  | بولينا باخموتكينا · آنا زيريانوفا · 4–6، 3–6               | ماريا بيرغن أغوستينا شلباك                        | هان فانديوينكل أنوك كوفيرمانز            | أنستاسيا سوخوتينا · بيانكا بولات · فيكي فان دي بير · بولينا باخموتكينا     |
| 22 أغسطس | القاهرة، مصر ملعب ترابي W15 قرعة المباريات الفردية والزوجية                                            | مايوكا أيكاوا 6–3، 7–5                                     | ساندرا سمير                                       | تييانا سريتينوفيتش ألكسندرا إيورداتشي    | فانيسا إرسوذ بيانكا باربوليسكو أنستازيا بيانجيريللي بياتريس ستاجنو         |
| 22 أغسطس | القاهرة، مصر ملعب ترابي W15 قرعة المباريات الفردية والزوجية                                            | أنستازيا أبابناتو بياتريس ستاجنو 6–1، 6–2                  | فانيسا إرسوذ دوغا توركمن                          | تييانا سريتينوفيتش ألكسندرا إيورداتشي    | فانيسا إرسوذ بيانكا باربوليسكو أنستازيا بيانجيريللي بياتريس ستاجنو         |
| 22 أغسطس | كانكون، المكسيك ملعب صلب W15 قرعة المباريات الفردية والزوجية                                           | سولانا سييرا 6–3، 6–3                                      | Victoria Rodríguez                                | ماريا بولينا بيريز غابرييلا ريفيرا       | براثيوشا راشابودي · يانتجي تيلبورغر · نول سيدينوفا · ميو موشيكا            |
| 22 أغسطس | كانكون، المكسيك ملعب صلب W15 قرعة المباريات الفردية والزوجية                                           | إليشا راير كاميلا روميرو 6–3، 7–6(7–3)                     | نول سيدينوفا · يانتجي تيلبورغر                    | ماريا بولينا بيريز غابرييلا ريفيرا       | براثيوشا راشابودي · يانتجي تيلبورغر · نول سيدينوفا · ميو موشيكا            |
| 22 أغسطس | نورشوبينغ، السويد ملعب ترابي W15 قرعة المباريات الفردية والزوجية                                       | لورا هيتارانتا 6–0، 6–0                                    | إنولا شييزا                                       | جولييتا سانير لايا بيتريتيك              | إيريني لافينو ميا تشودييوفا إيلا هافيستو آنا جروبور                        |
| 22 أغسطس | نورشوبينغ، السويد ملعب ترابي W15 قرعة المباريات الفردية والزوجية                                       | لورا هيتارانتا لايا بيتريتيك 6–4، 6–3                      | فيرونيكا بازاك أستريد وانجا برون أولسن            | جولييتا سانير لايا بيتريتيك              | إيريني لافينو ميا تشودييوفا إيلا هافيستو آنا جروبور                        |
| 22 أغسطس | Monastir، تونس ملعب صلب W15 قرعة المباريات الفردية والزوجية                                            | لي زونغيو 6–4، 6–3                                         | وي سيتجيا                                         | ميليس أيدا اويار باي زووشوان             | ياسمين منصوري · أنستازيا كوفاليفا · ميا ريباك · ساكي إيماورا               |
| 22 أغسطس | Monastir، تونس ملعب صلب W15 قرعة المباريات الفردية والزوجية                                            | ساكي إيماورا هونكا كوبايشي 3–6، 6–0، [10–6]                | لي زونغيو ميا ريباك                               | ميليس أيدا اويار باي زووشوان             | ياسمين منصوري · أنستازيا كوفاليفا · ميا ريباك · ساكي إيماورا               |
| 29 أغسطس | Kuchyně Gorenje Prague Open براغ، جمهورية التشيك ملعب ترابي W60 Singles – Doubles                      | ريكا لوكا جاني 6–3، 7–6(7–4)                               | نوما نوها أكوجوي                                  | ماريا لورديس كارلي ميساكي ماتسودا        | جوليا جابر فيرونيكا إرجافيتس باربورا باليكوفا أنجيلا فيتا بولودا           |
| 29 أغسطس | Kuchyně Gorenje Prague Open براغ، جمهورية التشيك ملعب ترابي W60 Singles – Doubles                      | إليكسان ليتشيميا جوليا لوهوف 7–5، 7–5                      | ليندا كليموفيكوفا دومينيكا شالكوفا                | ماريا لورديس كارلي ميساكي ماتسودا        | جوليا جابر فيرونيكا إرجافيتس باربورا باليكوفا أنجيلا فيتا بولودا           |
| 29 أغسطس | TCCB Open كولونج-بيليريف، سويسرا ملعب ترابي W60 Singles – Doubles                                      | لوكريتسيا ستيفانيني 6–2، 2–1، انسحاب                       | سينجا كراوس                                       | جانغ سو جونج دليلة سبيريتي               | جيني دورست كارولينا ألفيس جوان زوجر أليس توبيلو                            |
| 29 أغسطس | TCCB Open كولونج-بيليريف، سويسرا ملعب ترابي W60 Singles – Doubles                                      | جيني دورست فيرونيكا فالكوفسكا 7–6(7–5)، 6–1                | ميكايلا بايرلوفا جاكلين كاباج أواد                | جانغ سو جونج دليلة سبيريتي               | جيني دورست كارولينا ألفيس جوان زوجر أليس توبيلو                            |
| 29 أغسطس | فيينا، النمسا ملعب ترابي W25 قرعة المباريات الفردية والزوجية                                           | ناتاليا سزابانين 7–5، 6–3                                  | تينا لوكاس                                        | كريستينا دينو دانييلا فيسماني            | لينا باباديكيس أنجيليكا موراتيللي جرجانا توبالوفا أليس راميه               |
| 29 أغسطس | فيينا، النمسا ملعب ترابي W25 قرعة المباريات الفردية والزوجية                                           | لينا باباديكيس آنا سيسكوفا 7–6(10–8)، 6–4                  | زيفا فالكينر أمريسا كييرا توث                     | كريستينا دينو دانييلا فيسماني            | لينا باباديكيس أنجيليكا موراتيللي جرجانا توبالوفا أليس راميه               |
| 29 أغسطس | ترييستي، إيطاليا ملعب ترابي W25 قرعة المباريات الفردية والزوجية                                        | جوليا رييرا 6–1، 6–4                                       | أوانا جورجيتا سيميون                              | دليلا ياكوبوفيتش ميريام بولوغارو         | روزا فيكينس ماس آنه شيفر ديليتا تشيروبيني ليزا بيجاتو                      |
| 29 أغسطس | ترييستي، إيطاليا ملعب ترابي W25 قرعة المباريات الفردية والزوجية                                        | لو جياجينغ نيكا راديسيك 7–5، 3–6، [15–13]                  | لوتشيا تشيريتش باجاريك ديانا مارسنكفيتشا          | دليلا ياكوبوفيتش ميريام بولوغارو         | روزا فيكينس ماس آنه شيفر ديليتا تشيروبيني ليزا بيجاتو                      |
| 29 أغسطس | ألماتي، كازاخستان ملعب ترابي W25 قرعة المباريات الفردية والزوجية                                       | يكاترينا ماكلاكوفا · 6–4، 1–6، 6–4                         | جيبيك كولامبايفا                                  | داريا خوماوتسيانسكايا · أمينة أنشبا      | أناستاسيا زولوتاريفا · دانا شاكيروفا · إيدا ماميدوفا · تاتيانا باركوفا     |
| 29 أغسطس | ألماتي، كازاخستان ملعب ترابي W25 قرعة المباريات الفردية والزوجية                                       | جيبيك كولامبايفا · يكاترينا ياشينا · 7–6(7–4)، 5–7، [10–8] | أمينة أنشبا · صوفيا لانسر                         | داريا خوماوتسيانسكايا · أمينة أنشبا      | أناستاسيا زولوتاريفا · دانا شاكيروفا · إيدا ماميدوفا · تاتيانا باركوفا     |
| 29 أغسطس | ليرية، البرتغال ملعب صلب W25 قرعة المباريات الفردية والزوجية                                           | ناتاليا كوستيتش 2–6، 6–4، 6–4                              | كاترينا بوندارينكو                                | يوديس تشونغ ساكورا هوسوغي                | فرانسيسكا خورخي · أناستاسيا تيخونوفا · أنتونيا روزيتش · ماي هونتاما        |
| 29 أغسطس | ليرية، البرتغال ملعب صلب W25 قرعة المباريات الفردية والزوجية                                           | فرانسيسكا خورخي ماتيلدي خورخي 6–4، 6–0                     | تشوي جي هي ناتاليا كوستيتش                        | يوديس تشونغ ساكورا هوسوغي                | فرانسيسكا خورخي · أناستاسيا تيخونوفا · أنتونيا روزيتش · ماي هونتاما        |
| 29 أغسطس | القاهرة، مصر ملعب ترابي W15 قرعة المباريات الفردية والزوجية                                            | ساندرا سمير 2–6، 0–6                                       | أناستازيا أبابنايو                                | ياسمين عزت مايوكا أيكاوا                 | فيتوريا مودستي باربورا ماتوسوفا أنتونيا شميدت ألكسندرا يورداتشي            |
| 29 أغسطس | القاهرة، مصر ملعب ترابي W15 قرعة المباريات الفردية والزوجية                                            | ياسمين عزت ديميترا بافلو 4–6، 4–6                          | مايوكا أيكاوا جاو زينيو                           | ياسمين عزت مايوكا أيكاوا                 | فيتوريا مودستي باربورا ماتوسوفا أنتونيا شميدت ألكسندرا يورداتشي            |
| 29 أغسطس | هارين، هولندا ملعب ترابي W15 قرعة المباريات الفردية والزوجية                                           | زينا هيرمان 5–7، 7–5، 3–6                                  | أنوك كوفرمانس                                     | أنوك فرانكن بيترز جاسمين جيمبريري        | جيسي أيني ستيفاني فيشر أريانا جيرلينجز ديمي تران                           |
| 29 أغسطس | هارين، هولندا ملعب ترابي W15 قرعة المباريات الفردية والزوجية                                           | أنيلين باكر سارة فان إيمست 3–6، 7–6(7–2)، [5–10]           | ماريا بيرجن أجوستينا تشلباك                       | أنوك فرانكن بيترز جاسمين جيمبريري        | جيسي أيني ستيفاني فيشر أريانا جيرلينجز ديمي تران                           |
| 29 أغسطس | براشوف، رومانيا ملعب ترابي W15 قرعة المباريات الفردية والزوجية                                         | إيلينكا أمارياي 1–6، 2–6                                   | ألينا جرانويه                                     | ناستجا كولار كارا ماريا ماستر            | أيوانا غاسبار إيفان ليندا سالفي سيمونا أوجيسكو جيسيكا بيرتولدو             |
| 29 أغسطس | براشوف، رومانيا ملعب ترابي W15 قرعة المباريات الفردية والزوجية                                         | ناستجا كولار بويانا مارينكوفيتش 4–6، 4–6                   | إيلينكا أمارياي أيوانا غاسبار إيفان               | ناستجا كولار كارا ماريا ماستر            | أيوانا غاسبار إيفان ليندا سالفي سيمونا أوجيسكو جيسيكا بيرتولدو             |
| 29 أغسطس | يونغوول، كوريا الجنوبية ملعب صلب W15 قرعة المباريات الفردية والزوجية                                   | جونغ سو-نام 4–6، 1–6                                       | كلارا فلاسيلير                                    | كيم دا-بين لي سو را                      | بونين كوفابيتوكد يانغ ييدي جونري ناميجاتا لي دا-مي                         |
| 29 أغسطس | يونغوول، كوريا الجنوبية ملعب صلب W15 قرعة المباريات الفردية والزوجية                                   | باك دا-ييون لي إيون-هوي 5–7، 6–3، [11–13]                  | جونري ناميجاتا ريكو ساوياناجي                     | كيم دا-بين لي سو را                      | بونين كوفابيتوكد يانغ ييدي جونري ناميجاتا لي دا-مي                         |
| 29 أغسطس | المنستير، تونس ملعب صلب W15 قرعة المباريات الفردية والزوجية                                            | وي سيجيا 1–6، 4–6                                          | باي زووكسيان                                      | ياو شينشين أنستاسيا إيماشكين             | مايا ريبك صوفي لوسشر جينيفر لوكهام لي زونغيو                               |
| 29 أغسطس | المنستير، تونس ملعب صلب W15 قرعة المباريات الفردية والزوجية                                            | هونكا كوباياشي جينيفر لوكهام 6–3، 0–6، [10–5]              | أنستاسيا إيماشكين تيجا تيرونلفي                   | ياو شينشين أنستاسيا إيماشكين             | مايا ريبك صوفي لوسشر جينيفر لوكهام لي زونغيو                               |

### سبتمبر
| الأسبوع                                                                                          | البطولة                                                                                          | الفائزات                                                        | الوصيفات                                     | المتأهلات لنصف النهائي                                                     | المتأهلات لربع النهائي                                                                                                  |
| ------------------------------------------------------------------------------------------------ | ------------------------------------------------------------------------------------------------ | --------------------------------------------------------------- | -------------------------------------------- | -------------------------------------------------------------------------- | --- |
| سبتمبر 5                                                                                         | مونترو للسيدات المفتوح مونترو، سويسرا ملعب ترابي W60 Singles – Doubles                           | تمارا كورباتش 6–4، 6–1                                          | إيما نافارو                                  | أرانتشا روس أوسيان دودان                                                   | إلسا جاكيموت ديانا مارسنكفيتشا كيارا شول سباستيانا سكيليبوتي                                                            |
| سبتمبر 5                                                                                         | مونترو للسيدات المفتوح مونترو، سويسرا ملعب ترابي W60 Singles – Doubles                           | إيناس إيبو نايمة كاراموكو 2–6، 6–3، [16–14]                     | جيني دورست فيرونيكا فالكوفسكا                | أرانتشا روس أوسيان دودان                                                   | إلسا جاكيموت ديانا مارسنكفيتشا كيارا شول سباستيانا سكيليبوتي                                                            |
| سبتمبر 5                                                                                         | فريدك-ميستك، جمهورية التشيك ملعب ترابي W25 قرعة المباريات الفردية والزوجية                       | جولي سترابلوفا 6–3، 2–6، 6–4                                    | لينا باباداكيس                               | ميساكي ماتسودا صوفيا سامافيتي                                              | مارا غوث سابفو ساكيلاريدي مريم كولودزيجوڤا ليندا كليموفيتشوفا                                                           |
| سبتمبر 5                                                                                         | فريدك-ميستك، جمهورية التشيك ملعب ترابي W25 قرعة المباريات الفردية والزوجية                       | مريم كولودزيجوڤا دومينيكا شالكوفا 6–2، 6–3                      | فونا كوزاكي ميساكي ماتسودا                   | ميساكي ماتسودا صوفيا سامافيتي                                              | مارا غوث سابفو ساكيلاريدي مريم كولودزيجوڤا ليندا كليموفيتشوفا                                                           |
| سبتمبر 5                                                                                         | القاهرة، مصر ملعب ترابي W25 قرعة المباريات الفردية والزوجية                                      | أنستازيا زولوتاريفا · 7–5، 6–7(4–7)، 6–4                        | روسا فيكينس ماس                              | بيرفو جنكيز لولا راديفوجيفيتش                                              | ساندرا سمير إيلاي يوريك جيرجانا توبالوفا مارتينا كولميجنا                                                               |
| سبتمبر 5                                                                                         | القاهرة، مصر ملعب ترابي W25 قرعة المباريات الفردية والزوجية                                      | مايوكا أيكاوا فانيسا إرسوز 6–1، 7–5                             | إلينا-تيودورا كادار ساندرا سمير              | بيرفو جنكيز لولا راديفوجيفيتش                                              | ساندرا سمير إيلاي يوريك جيرجانا توبالوفا مارتينا كولميجنا                                                               |
| سبتمبر 5                                                                                         | سانت-بالي-سور-مير، فرنسا ملعب ترابي W25 قرعة المباريات الفردية والزوجية                          | جيسيكا بونشيه 6–1، 6–4                                          | سيلينا جانيجييفيتش                           | تشالا بويوكاكاتشاي أودري ألبي                                              | ماجالي كيمبين لو جياجينغ إيرين بوريلو إسكوريهويلا جيسيكا بييري                                                          |
| سبتمبر 5                                                                                         | سانت-بالي-سور-مير، فرنسا ملعب ترابي W25 قرعة المباريات الفردية والزوجية                          | ماجالي كيمبين لو جياجينغ 6–4، 6–4                               | مارين بارتو فاليريا ستراخوفا                 | تشالا بويوكاكاتشاي أودري ألبي                                              | ماجالي كيمبين لو جياجينغ إيرين بوريلو إسكوريهويلا جيسيكا بييري                                                          |
| سبتمبر 5                                                                                         | سانتاريم، البرتغال ملعب صلب W25 قرعة المباريات الفردية والزوجية                                  | فيتاليا دياتشينكو · 6–3، 6–2                                    | إيزابيلا كروجر                               | ماي هونتاما ساكورا هوسوجي                                                  | هينا إنوي · أنستازيا تيخونوفا · ماتيلدي خورخي · آنا كوباريفا                                                            |
| سبتمبر 5                                                                                         | سانتاريم، البرتغال ملعب صلب W25 قرعة المباريات الفردية والزوجية                                  | ماي هونتاما ماديسون إنغليس 6–0، 6–4                             | سوزان لامنس · أنستازيا تيخونوفا              | ماي هونتاما ساكورا هوسوجي                                                  | هينا إنوي · أنستازيا تيخونوفا · ماتيلدي خورخي · آنا كوباريفا                                                            |
| سبتمبر 5                                                                                         | مربلة، إسبانيا ملعب ترابي W25 قرعة المباريات الفردية والزوجية                                    | ليير روميرو غورماز 6–7(2–7)، 6–2، 6–0                           | كارلوتا مارتينيز إيريز                       | أنجيلا فيتا بولودا أماندا كاريراس                                          | أليس رامي جوليا رييرا يو إكسياودي آني مينتيجي ديل أولمو                                                                 |
| سبتمبر 5                                                                                         | مربلة، إسبانيا ملعب ترابي W25 قرعة المباريات الفردية والزوجية                                    | جيسيكا بوزاس مانيرو ليير روميرو غورماز 6–4، 6–2                 | جوليا رييرا دانييلا سيغيل                    | أنجيلا فيتا بولودا أماندا كاريراس                                          | أليس رامي جوليا رييرا يو إكسياودي آني مينتيجي ديل أولمو                                                                 |
| سبتمبر 5                                                                                         | كانكون، المكسيك ملعب صلب W15 قرعة المباريات الفردية والزوجية                                     | آفا ماركهام 6–3، 3–6، 6–1                                       | واكانا سونوب                                 | ليكسينغتون ريد إستر فايرلان                                                | Victoria Rodríguez ناديا إتشيفيريا ألام إليزابيث تكاكينكو آنا كانديوتو                                                  |
| سبتمبر 5                                                                                         | كانكون، المكسيك ملعب صلب W15 قرعة المباريات الفردية والزوجية                                     | باريس كورلي ليكسينغتون ريد 7–5، 6–3                             | لويز كوونج آنا أولياشينكو                    | ليكسينغتون ريد إستر فايرلان                                                | Victoria Rodríguez ناديا إتشيفيريا ألام إليزابيث تكاكينكو آنا كانديوتو                                                  |
| سبتمبر 5                                                                                         | الدار البيضاء، المغرب ملعب ترابي W15 قرعة المباريات الفردية والزوجية                             | ألينا كورنيفا · 7–5، 6–4                                        | لورا هيتارانتا                               | فيكي فان دي بير ناتاليا سيدليسكا                                           | إيلا بلاتينيكوفا نويليا بوزو زانوتي ماريانا درازيتش إيلينكا أماريي                                                      |
| سبتمبر 5                                                                                         | الدار البيضاء، المغرب ملعب ترابي W15 قرعة المباريات الفردية والزوجية                             | لورا هيتارانتا ستيفاني فيسكر 1–6، 7–5، [10–8]                   | ماريانا درازيتش · ألكسندرا بوسبلوفا          | فيكي فان دي بير ناتاليا سيدليسكا                                           | إيلا بلاتينيكوفا نويليا بوزو زانوتي ماريانا درازيتش إيلينكا أماريي                                                      |
| سبتمبر 5                                                                                         | يونغول، كوريا الجنوبية ملعب صلب W15 قرعة المباريات الفردية والزوجية                              | باك دا يون 7–6(7–2)، 3–0 انسحاب                                 | كيم دا بين                                   | آن يو جين جونري ناميجاتا                                                   | بانين كوفابتوكتيد رييسا أوشيجيما رمو أويدا جيونغ بو يونغ                                                                |
| سبتمبر 5                                                                                         | يونغول، كوريا الجنوبية ملعب صلب W15 قرعة المباريات الفردية والزوجية                              | كيم دا بين لي سو را 6–4، 3–6، [12–10]                           | باك دا يون لي أون هاي                        | آن يو جين جونري ناميجاتا                                                   | بانين كوفابتوكتيد رييسا أوشيجيما رمو أويدا جيونغ بو يونغ                                                                |
| سبتمبر 5                                                                                         | المنستير، تونس ملعب صلب W15 قرعة المباريات الفردية والزوجية                                      | وي سيجيا 6–3، 6–1                                               | لي زونغيو                                    | دونغ نا باي زووكسان                                                        | ياو شينشين هونوكا كوباياشي لارا فاييفر ماريا فيتوريا فيفياني                                                            |
| سبتمبر 5                                                                                         | المنستير، تونس ملعب صلب W15 قرعة المباريات الفردية والزوجية                                      | هونوكا كوباياشي · ميلانا زابرايلوفا · 7–5، 6–2                  | بولا سيمبرانوس صوفي لوشير                    | دونغ نا باي زووكسان                                                        | ياو شينشين هونوكا كوباياشي لارا فاييفر ماريا فيتوريا فيفياني                                                            |
| 12 سبتمبر                                                                                        |                                                                                                  |                                                                 |                                              |                                                                            | |
| بطولة أي تي إف فيمينين لو نوبورغ لو نوبورغ، فرنسا ملعب صلب دبليو 80+اتش الفردي – الزوجي          | جاكلين كريستيان 6–4، 6–4                                                                         | ماغالي كيمبين                                                   | هارموني تان منى بارثل                        | يساليني بونافنتور · بولينا كوديرميتوفا · ماجدالينا فريتش · أودري ألبي      | |
| بطولة أي تي إف فيمينين لو نوبورغ لو نوبورغ، فرنسا ملعب صلب دبليو 80+اتش الفردي – الزوجي          | فريا كريستي ألي كولينز 1–6، 7–6(7–4)، [10–3]                                                     | فيرونيكا فالكوفسكا سارة بيث غري                                 | هارموني تان منى بارثل                        | يساليني بونافنتور · بولينا كوديرميتوفا · ماجدالينا فريتش · أودري ألبي      | |
| بطولة السيدات في كالداس دا رينها كالداس دا رينها، البرتغال ملعب صلب دبليو 60+اتش الفردي – الزوجي | لوكريتسيا ستيفانيني 3–6، 6–1، 7–6(7–3)                                                           | مارينا باسولس رييرا                                             | إميليانا أرانجو أولغا هيلمي                  | فيتاليا دياتشينكو · يوديس تشونغ · يوليا هاتوكيا · أدريانا ريامي            | |
| بطولة السيدات في كالداس دا رينها كالداس دا رينها، البرتغال ملعب صلب دبليو 60+اتش الفردي – الزوجي | أدريانا ريامي آنا روجرز 6–4، 7–5                                                                 | إليسيا بولتون جيمي لوب                                          | إميليانا أرانجو أولغا هيلمي                  | فيتاليا دياتشينكو · يوديس تشونغ · يوليا هاتوكيا · أدريانا ريامي            | |
| بطولة داروين الدولية للتنس داروين، أستراليا ملعب صلب دبليو 25 قرعة المباريات الفردية والزوجية    | ألكسندرا بوزوفيتش 6–1، 6–4                                                                       | ديستاني أيافا                                                   | لوكسيكا كومخوم نايكثا بينز                   | تاليا جيبسون ناتسوهو أراكاوا جيسيكا فيلا موموكو كوبوري                     | |
| بطولة داروين الدولية للتنس داروين، أستراليا ملعب صلب دبليو 25 قرعة المباريات الفردية والزوجية    | موموكو كوبوري لوكسيكا كومخوم 6–2، 7–6(7–3)                                                       | يوي تشيكارا إشي ناناري كاتسومي                                  | لوكسيكا كومخوم نايكثا بينز                   | تاليا جيبسون ناتسوهو أراكاوا جيسيكا فيلا موموكو كوبوري                     | |
| يابلونتس ناد نيسو، جمهورية التشيك ملعب ترابي W25 قرعة المباريات الفردية والزوجية                 | ليير روميرو غورماز 6–1، 7–6(7–1)                                                                 | ميساكي ماتسودا                                                  | نينا بوتوتشنك صوفيا سامافاتي                 | ازتر ميري لينا باباداكيس آنا سيسكوفا باربارا هاس                           | |
| يابلونتس ناد نيسو، جمهورية التشيك ملعب ترابي W25 قرعة المباريات الفردية والزوجية                 | آنا دانيلينا فاليريا ستراخوفا 7–5، 6–1                                                           | لينا باباداكيس آنا سيسكوفا                                      | نينا بوتوتشنك صوفيا سامافاتي                 | ازتر ميري لينا باباداكيس آنا سيسكوفا باربارا هاس                           | |
| سانتا مارغريتا دي بولا، إيطاليا ملعب ترابي W25 قرعة المباريات الفردية والزوجية                   | بريندا فروهفيرتوفا 6–4، 2–0 انسحاب                                                               | جيسيكا بييري                                                    | ديليتا تشيروبيني سفو ساكيلاريدي              | كاثارينا هوبرجارسكي أنجيليكا راجي أليس رامي جيسيكا بوزاس مانيرو            | |
| سانتا مارغريتا دي بولا، إيطاليا ملعب ترابي W25 قرعة المباريات الفردية والزوجية                   | جيبك كولامبايفا داريا سيمينيستايا 6–2، 6–2                                                       | لو جياجينغ أنيتا هوساريتش                                       | ديليتا تشيروبيني سفو ساكيلاريدي              | كاثارينا هوبرجارسكي أنجيليكا راجي أليس رامي جيسيكا بوزاس مانيرو            | |
| فارنا، بلغاريا ملعب ترابي W15 قرعة المباريات الفردية والزوجية                                    | باتريسيا ماريا تيغ 6–1، 6–0                                                                      | لوسيا تسييريتش باغاريتش                                         | داريا شالامانوفا إلينا روكساندرا بيرتا       | يوانا رادولوفا ليا كاراتانتشيفا نيكولا بريتشكوفا دينيسلافا غلوشكوفا        | |
| فارنا، بلغاريا ملعب ترابي W15 قرعة المباريات الفردية والزوجية                                    | باتريسيا ماريا تيغ ماريا توما 6–4، 6–4                                                           | ميليس سيزر جوليا ستاماتوفا                                      | داريا شالامانوفا إلينا روكساندرا بيرتا       | يوانا رادولوفا ليا كاراتانتشيفا نيكولا بريتشكوفا دينيسلافا غلوشكوفا        | |
| شرم الشيخ، مصر ملعب صلب W15 قرعة المباريات الفردية والزوجية                                      | بولينا ياتشينكو · 7–6(8–6)، 6–2                                                                  | جاكلين كاباج أواد                                               | ياسمين عزت كاتارينا كوزموفا                  | سرڤيا شيفاني تشيلاكالابودى · نينو ناتسفليشفيلي · كاترين سار · أليونا فالاي | |
| شرم الشيخ، مصر ملعب صلب W15 قرعة المباريات الفردية والزوجية                                      | أليونا فالاي · نينو ناتسفليشفيلي · 6–3، 6–4                                                      | تشين بي-هسون لين فانغ-أن                                        | ياسمين عزت كاتارينا كوزموفا                  | سرڤيا شيفاني تشيلاكالابودى · نينو ناتسفليشفيلي · كاترين سار · أليونا فالاي | |
| ديجون، فرنسا ملعب ترابي W15 قرعة المباريات الفردية والزوجية                                      | لويس بواسون 7–5، 3–6، 7–5                                                                        | فيفيان وولف                                                     | تيس سوغنو لويزينا جيوفانيني                  | تشيلسي ڤانهوت باشاك إرايدن إينيس نيكول نيكول جاديانت                       | |
| ديجون، فرنسا ملعب ترابي W15 قرعة المباريات الفردية والزوجية                                      | جيد بورناي ألينا غرانوير 6–2، 6–3                                                                | نيكول جاديانت تشيلسي ڤانهوت                                     | تيس سوغنو لويزينا جيوفانيني                  | تشيلسي ڤانهوت باشاك إرايدن إينيس نيكول نيكول جاديانت                       | |
| كانكون، المكسيك ملعب صلب W15 قرعة المباريات الفردية والزوجية                                     | كايتلين كويفيدو 6–4، 6–3                                                                         | ثيسا غرنا بيدريتي                                               | غابرييلا ريفيرا جيسيكا هينوجوسا غوميز        | إينا كويكي فيرجيني تشاكاروفا ماريا كاميلا توريس مورثيا لين لي-هسين         | |
| كانكون، المكسيك ملعب صلب W15 قرعة المباريات الفردية والزوجية                                     | آنا أولياشينكو كيلي ويلي فورد 7–6(7–5)، 4–6، [10–6]                                              | ناديا إتشيفيريا آلام جيسيكا هينوجوسا غوميز                      | غابرييلا ريفيرا جيسيكا هينوجوسا غوميز        | إينا كويكي فيرجيني تشاكاروفا ماريا كاميلا توريس مورثيا لين لي-هسين         | |
| الدار البيضاء، المغرب ملعب ترابي W15 قرعة المباريات الفردية والزوجية                             | لورا هييتارانتا 6–2، 6–2                                                                         | ماري ميتركس                                                     | ناتاليا سيدليسكا سارة عقيد                   | ياسمين جيمبري إيلينكا أماريي لوسيا بايري ليندا شيفشيكوفا                   | |
| الدار البيضاء، المغرب ملعب ترابي W15 قرعة المباريات الفردية والزوجية                             | إيلينكا أماريي ليندا شيفشيكوفا 4–6، 6–2، [10–5]                                                  | ماتيلدا مارياني ليندا سالفي                                     | ناتاليا سيدليسكا سارة عقيد                   | ياسمين جيمبري إيلينكا أماريي لوسيا بايري ليندا شيفشيكوفا                   | |
| مليلية، إسبانيا ملعب ترابي W15 قرعة المباريات الفردية والزوجية                                   | كارولا بيجينارو 7–5، 6–1                                                                         | ايمي زهو                                                        | لوسيا لينايريس دومينغو فيكتوريا غوميز        | نيا ميرسييه جيورجيا بينتو رويسين غيليني انا جيرالدي ريكوينا                | |
| مليلية، إسبانيا ملعب ترابي W15 قرعة المباريات الفردية والزوجية                                   | كارولا بيجينارو ايمي زهو 6–3، 6–3                                                                | جيورجيا بينتو جايا سكوارشلوبى                                   | لوسيا لينايريس دومينغو فيكتوريا غوميز        | نيا ميرسييه جيورجيا بينتو رويسين غيليني انا جيرالدي ريكوينا                | |
| المنستير، تونس ملعب صلب W15 قرعة المباريات الفردية والزوجية                                      | باي زوكشان 6–2، 6–4                                                                              | سميرة دي ستيفانو                                                | ميلانا زابريلوا · وي سيجيا                   | لارا بفيفير دونغ نا جيانغ زيجون جايدا دانيال                               | |
| المنستير، تونس ملعب صلب W15 قرعة المباريات الفردية والزوجية                                      | لي يا-هسين تساو شيا-يي 7–6(8–6)، 6–4                                                             | إميليا دورسكا كاميلا زانوليني                                   | ميلانا زابريلوا · وي سيجيا                   | لارا بفيفير دونغ نا جيانغ زيجون جايدا دانيال                               | |
| 19 سبتمبر                                                                                        | بطولة فرنياتشكا بانيا المفتوحة فرنياتشكا بانيا، صربيا ملعب ترابي W60 المباريات الفردية – الزوجية | أليونا بولسوفا 7–5، 6–1                                         | نينا بوتوشنيك                                | ميا ريستيتش ألكسندرا كادانتو                                               | كريستينا دينو جايمي فورليس تينا لوكاس لولا راديفوييفيتش                                                                 |
| 19 سبتمبر                                                                                        | بطولة فرنياتشكا بانيا المفتوحة فرنياتشكا بانيا، صربيا ملعب ترابي W60 المباريات الفردية – الزوجية | داريا أستاخوفا · إيكاترينا راينغولد · 3–6، 6–2، [10–8]          | كريستينا دينو نيكا راديشيك                   | ميا ريستيتش ألكسندرا كادانتو                                               | كريستينا دينو جايمي فورليس تينا لوكاس لولا راديفوييفيتش                                                                 |
| 19 سبتمبر                                                                                        | تحدي نادي تنس بيركيلي بيركيلي، الولايات المتحدة ملعب صلب W60 المباريات الفردية – الزوجية         | ماديسون برينجل 6–7(3–7)، 6–3، 6–2                               | يوان يوي                                     | ديانا شنايدر · لويزا تشيريكو                                               | يوهان سفيندسن كايلا داي أشلين كروجر ريناتا زارازوا                                                                      |
| 19 سبتمبر                                                                                        | تحدي نادي تنس بيركيلي بيركيلي، الولايات المتحدة ملعب صلب W60 المباريات الفردية – الزوجية         | إلفينا كالييفا بيتون ستيرنز 7–6(7–5)، 7–6(7–5)                  | ألورا زاماريبا ماريبلا زاماريبا              | ديانا شنايدر · لويزا تشيريكو                                               | يوهان سفيندسن كايلا داي أشلين كروجر ريناتا زارازوا                                                                      |
| 19 سبتمبر                                                                                        | بطولة داروين الدولية للتنس داروين، أستراليا ملعب صلب W25 قرعة المباريات الفردية والزوجية         | ألكسندرا بوزوفيتش 3–6، 6–3، 6–3                                 | تاليا جيبسون                                 | زوزانا زلوخوفا لوكسيكا كومخوم                                              | موموكو كوبوري ألانا بارنابي مونيك بيري نايكثا بينز                                                                      |
| 19 سبتمبر                                                                                        | بطولة داروين الدولية للتنس داروين، أستراليا ملعب صلب W25 قرعة المباريات الفردية والزوجية         | تاليا جيبسون بيترا هول 2–6، 7–5، [10–5]                         | ليزا مايس رامو أويدا                         | زوزانا زلوخوفا لوكسيكا كومخوم                                              | موموكو كوبوري ألانا بارنابي مونيك بيري نايكثا بينز                                                                      |
| 19 سبتمبر                                                                                        | سانتا مارغريتا دي بولا، إيطاليا ملعب ترابي W25 قرعة المباريات الفردية والزوجية                   | كاتارينا هو بغارسكي 6–1، 6–1                                    | كاميلا روزاتيلي                              | يلينا إن ألبون كايزا رينالدو بيرسون                                        | فيديريكا بيلاردو داريا سيمينيستايا ماري بينوا دينيز فالينتي                                                             |
| 19 سبتمبر                                                                                        | سانتا مارغريتا دي بولا، إيطاليا ملعب ترابي W25 قرعة المباريات الفردية والزوجية                   | أنجيليكا موراتيلي كاميلا روزاتيلي 6–4، 6–4                      | جينيفر روجيري نولييا زيبالوس                 | يلينا إن ألبون كايزا رينالدو بيرسون                                        | فيديريكا بيلاردو داريا سيمينيستايا ماري بينوا دينيز فالينتي                                                             |
| 19 سبتمبر                                                                                        | أوتوتشيتس، سلوفينيا ملعب ترابي W25 قرعة المباريات الفردية والزوجية                               | ميريام بولغارو 7–5، 6–4                                         | باولا أورمايتشيا                             | سادا ناهيمانا ريبيكا سرامكوفا                                              | بيا لوفرنتش · ألينا كورنييفا · لافينيا تاناسي · ليا بوشكوفيتش                                                           |
| 19 سبتمبر                                                                                        | أوتوتشيتس، سلوفينيا ملعب ترابي W25 قرعة المباريات الفردية والزوجية                               | إيرينا خروماتشيفا · إيرينا شيمانوفيتش · 6–2، 6–4                | ساندرا سمير يانغ يا-يي                       | سادا ناهيمانا ريبيكا سرامكوفا                                              | بيا لوفرنتش · ألينا كورنييفا · لافينيا تاناسي · ليا بوشكوفيتش                                                           |
| 19 سبتمبر                                                                                        | غواياكيل، إكوادور ملعب ترابي W15 قرعة المباريات الفردية والزوجية                                 | صوفيا سوينغ 4–6، 6–3، 6–2                                       | ماريا فرناندا هيرازو                         | كاميلا روميرو رومينا كونيو                                                 | ووزوكو ميدلوا فاليسكا سان مارتين سيدني دورسيل أنطونيا ساموديو                                                           |
| 19 سبتمبر                                                                                        | غواياكيل، إكوادور ملعب ترابي W15 قرعة المباريات الفردية والزوجية                                 | ماريا بولينا بيريز صوفيا سوينغ 6–4، 1–6، [10–2]                 | رومينا كونيو ماريا فرناندا هيرازو            | كاميلا روميرو رومينا كونيو                                                 | ووزوكو ميدلوا فاليسكا سان مارتين سيدني دورسيل أنطونيا ساموديو                                                           |
| 19 سبتمبر                                                                                        | شرم الشيخ، مصر ملعب صلب W15 قرعة المباريات الفردية والزوجية                                      | إلينا بريدانكينا · 3–6، 6–4، 6–4                                | كاتارينا كوزموفا                             | جيوليانا بيستيتي · أليونا فالي                                             | جاسمين كونواي · نينو ناتسفليشفيلي · بولينا ياتسينكو · داريا شوها                                                        |
| 19 سبتمبر                                                                                        | شرم الشيخ، مصر ملعب صلب W15 قرعة المباريات الفردية والزوجية                                      | أغلايا فيدوروفا · إلينا بريدانكينا · 7–5، 6–1                   | ياسمين عزت · أليونا فالي                     | جيوليانا بيستيتي · أليونا فالي                                             | جاسمين كونواي · نينو ناتسفليشفيلي · بولينا ياتسينكو · داريا شوها                                                        |
| 19 سبتمبر                                                                                        | كانكون، المكسيك ملعب صلب W15 قرعة المباريات الفردية والزوجية                                     | غابرييلا ريفيرا 4–3، انسحاب                                     | سلمى إيوينغ                                  | كيتلين كويفيدو سوليمار كولينغ                                              | تيسا غرنا بيدريتي ميا سلامة لورين بروكتور آنا أولياشينكو                                                                |
| 19 سبتمبر                                                                                        | كانكون، المكسيك ملعب صلب W15 قرعة المباريات الفردية والزوجية                                     | ماريا فيرنندا نافارو لورين بروكتور 6–3، 5–7، [10–7]             | جيسيكا هينوجوسا غوميز فيكتوريا رودريغيز      | كيتلين كويفيدو سوليمار كولينغ                                              | تيسا غرنا بيدريتي ميا سلامة لورين بروكتور آنا أولياشينكو                                                                |
| 19 سبتمبر                                                                                        | سبتة، إسبانيا ملعب صلب W15 قرعة المباريات الفردية والزوجية                                       | أولغا هيلمي 0–4، انسحاب                                         | لويز برونسكوغ                                | أولغا باريس أزكويتا ألكساندرا زوخانسا                                      | لوسيا لينايرس دومينغو · ميا شودييوفا · إليزافيتا موروزوفا · نادييا كولب                                                 |
| 19 سبتمبر                                                                                        | سبتة، إسبانيا ملعب صلب W15 قرعة المباريات الفردية والزوجية                                       | مارينا كولب نادييا كولب 4–6، 2–6                                | لوسيا لينايرس دومينغو أولغا باريس أزكويتا    | أولغا باريس أزكويتا ألكساندرا زوخانسا                                      | لوسيا لينايرس دومينغو · ميا شودييوفا · إليزافيتا موروزوفا · نادييا كولب                                                 |
| 19 سبتمبر                                                                                        | المنستير، تونس ملعب صلب W15 قرعة المباريات الفردية والزوجية                                      | نادين كيلر 6–2، 7–6(7–9)                                        | ياسمين منصوري                                | لي زونغيو ياو شينشين                                                       | إليني كوردولامي أمري بانكس جينيفر لوكهام ريبيكا مونك مورتنسن                                                            |
| 19 سبتمبر                                                                                        | المنستير، تونس ملعب صلب W15 قرعة المباريات الفردية والزوجية                                      | لي يا-هسين تساو تساي-يي 0–6، 1–6                                | أبيغيل آموس جايدا دانييل                     | لي زونغيو ياو شينشين                                                       | إليني كوردولامي أمري بانكس جينيفر لوكهام ريبيكا مونك مورتنسن                                                            |
| 19 سبتمبر                                                                                        | Lubbock، الولايات المتحدة ملعب صلب W15 قرعة المباريات الفردية والزوجية                           | ليف هوفدي 6–7(2–7)، 1–6                                         | كارسن برانستين                               | مارتينا كوبكا مكارتني كيسلر                                                | جانتي تيلبورجر · راكيل غونزاليس فيلار · فيرونيكا ميروشنيشينكو · تاسابورن ناكلو                                          |
| 19 سبتمبر                                                                                        | Lubbock، الولايات المتحدة ملعب صلب W15 قرعة المباريات الفردية والزوجية                           | كاتارينا كوزاروف · فيرونيكا ميروشنيشينكو · 1–6، 6–4، [9–11]     | هسو تشيه يو · ماريا كونونوفا                 | مارتينا كوبكا مكارتني كيسلر                                                | جانتي تيلبورجر · راكيل غونزاليس فيلار · فيرونيكا ميروشنيشينكو · تاسابورن ناكلو                                          |
| 26 سبتمبر                                                                                        | Open Internacional de San Sebastián سان سبستيان، إسبانيا ملعب ترابي W60 الفردي – الزوجي          | جوليا جرابر 6–3، 7–6(7–3)                                       | أليونا بولسوفا                               | رالوكا شيربان إيفا فيدر                                                    | كاتارينا زافاتسكا باولا أورمايتشيا ناستازيا شونك بريندا فروفيرتوفا                                                      |
| 26 سبتمبر                                                                                        | Open Internacional de San Sebastián سان سبستيان، إسبانيا ملعب ترابي W60 الفردي – الزوجي          | أليونا بولسوفا كاتارينا زافاتسكا 1–2، انسحاب                    | أنجيلا فيتا بولودا غيوما مارستاني            | رالوكا شيربان إيفا فيدر                                                    | كاتارينا زافاتسكا باولا أورمايتشيا ناستازيا شونك بريندا فروفيرتوفا                                                      |
| 26 سبتمبر                                                                                        | Central Coast Pro Tennis Open تيمبلتون، الولايات المتحدة ملعب صلب W60 الفردي – الزوجي            | ماديسون برينجل 4–6، 6–4، 6–2                                    | روبن مونتغمري                                | صوفي تشانغ كاترينا بوندارينكو                                              | ناو هيبينو مارسيلا زكرياس كاتارزينا كاوا يوان يوي                                                                       |
| 26 سبتمبر                                                                                        | Central Coast Pro Tennis Open تيمبلتون، الولايات المتحدة ملعب صلب W60 الفردي – الزوجي            | ناو هيبينو سابرينا سانتاماريا 6–4، 7–6(7–4)                     | صوفي تشانغ كاتارزينا كاوا                    | صوفي تشانغ كاترينا بوندارينكو                                              | ناو هيبينو مارسيلا زكرياس كاتارزينا كاوا يوان يوي                                                                       |
| 26 سبتمبر                                                                                        | ناناو، اليابان سجاد W25 قرعة المباريات الفردية والزوجية                                          | هاروكا كاجي 3–6، 6–3، 6–3                                       | موموكو كوبوري                                | رينا سايجو ساكورا هوسوجي                                                   | كيوكا أوكامورا تشيهيرو موراماتسو ناجي هاناتاني لولو صن                                                                  |
| 26 سبتمبر                                                                                        | ناناو، اليابان سجاد W25 قرعة المباريات الفردية والزوجية                                          | فونا كوزاكي إيكومي يامازاكي 3–6، 7–6(7–5)، [10–5]               | آوي إيتو رينون أوكواكي                       | رينا سايجو ساكورا هوسوجي                                                   | كيوكا أوكامورا تشيهيرو موراماتسو ناجي هاناتاني لولو صن                                                                  |
| 26 سبتمبر                                                                                        | سانتا مارغريتا دي بولا، إيطاليا ملعب ترابي W25 قرعة المباريات الفردية والزوجية                   | ييلينا إن-ألبون 6–3، 6–2                                        | نوما نوها أكوغو                              | روزا فيسينس ماس داريا سيمينيستايا                                          | مارتينا كولمينا ماري بينوا ديبورا كيزا سارة بيليك                                                                       |
| 26 سبتمبر                                                                                        | سانتا مارغريتا دي بولا، إيطاليا ملعب ترابي W25 قرعة المباريات الفردية والزوجية                   | أمينا أنشبا · أوانا جيورجيتا سيميون · 6–3، 6–1                  | أنجليكا موراتيلي ليزا بيجاتو                 | روزا فيسينس ماس داريا سيمينيستايا                                          | مارتينا كولمينا ماري بينوا ديبورا كيزا سارة بيليك                                                                       |
| 26 سبتمبر                                                                                        | Lisboa Belém Open لشبونة، البرتغال ملعب ترابي W25 قرعة المباريات الفردية والزوجية                | كارول مونيه 1–6، 6–3، 6–2                                       | جوان زوغر                                    | أماندا كاريراس لويسا ماير أوف دير هايدي                                    | تشالا بويوكاكاتشاي ستيفاني فاغنر مارثا ماتولا سلينا يانيتشيفيتش                                                         |
| 26 سبتمبر                                                                                        | Lisboa Belém Open لشبونة، البرتغال ملعب ترابي W25 قرعة المباريات الفردية والزوجية                | فرانسيسكا خورخي ماتيلد خورخي 6–2، 6–2                           | إيرين بوريلو إسكوريويلا أندريا لازارو غارسيا | أماندا كاريراس لويسا ماير أوف دير هايدي                                    | تشالا بويوكاكاتشاي ستيفاني فاغنر مارثا ماتولا سلينا يانيتشيفيتش                                                         |
| 26 سبتمبر                                                                                        | أوتوتشيتس، سلوفينيا ملعب ترابي W25 قرعة المباريات الفردية والزوجية                               | إيرينا شيمانوفيتش · 6–3، 3–6، 6–3                               | مريم بولگار                                  | نينا بوتوشنيك · إيرينا خروماتشيفا                                          | ألينا كورنيفا · كاتارينا كيرلاخ · دومينيكا سالكوفا · إيفيلاينا لاسكيفيتش                                                |
| 26 سبتمبر                                                                                        | أوتوتشيتس، سلوفينيا ملعب ترابي W25 قرعة المباريات الفردية والزوجية                               | جيسي آني آنا سيسكوفا 3–0 انسحاب                                 | إيرينا خروماتشيفا · إيرينا شيمانوفيتش        | نينا بوتوشنيك · إيرينا خروماتشيفا                                          | ألينا كورنيفا · كاتارينا كيرلاخ · دومينيكا سالكوفا · إيفيلاينا لاسكيفيتش                                                |
| 26 سبتمبر                                                                                        | أوستن، الولايات المتحدة ملعب صلب W25 قرعة المباريات الفردية والزوجية                             | بيتون ستيرنز 6–1، 6–0                                           | كليرفي نغونوي                                | نيكول خيرين يوكي نايتو                                                     | آشلين لاهاي · تاتوم إيفانز · يانا كولودينسكا · جيمي لوب                                                                 |
| 26 سبتمبر                                                                                        | أوستن، الولايات المتحدة ملعب صلب W25 قرعة المباريات الفردية والزوجية                             | إليسيا بولتون جيمي لوب 6–3، 6–3                                 | مارتينا كوبكا آشلين لاهاي                    | نيكول خيرين يوكي نايتو                                                     | آشلين لاهاي · تاتوم إيفانز · يانا كولودينسكا · جيمي لوب                                                                 |
| 26 سبتمبر                                                                                        | إلدورادو، الأرجنتين ملعب ترابي W15 قرعة المباريات الفردية والزوجية                               | سولانا سييرا 6–3، 6–3                                           | لويزينا جيوفانيني                            | إيما لين لوسيانا مويانو                                                    | جوليا كونيتشي كامارجو سيلفا فالنتينا موتيلبا كيارا دي جينوفا جيورجيا جولين                                              |
| 26 سبتمبر                                                                                        | إلدورادو، الأرجنتين ملعب ترابي W15 قرعة المباريات الفردية والزوجية                               | جوليا كونيتشي كامارجو سيلفا إيما لين 6–2، 6–0                   | لوسيانا بلاتر تيزيانا روسيني                 | إيما لين لوسيانا مويانو                                                    | جوليا كونيتشي كامارجو سيلفا فالنتينا موتيلبا كيارا دي جينوفا جيورجيا جولين                                              |
| 26 سبتمبر                                                                                        | غواياكيل، الإكوادور ملعب ترابي W15 قرعة المباريات الفردية والزوجية                               | ماريا فرناندا هيرازو 6–4، 6–3                                   | صوفيا سوينغ                                  | تانيا إيزابيل أندرادي ساباندو ماريا بولينا بيريز                           | كاميلا روميرو رومينا كونو لورا دانييلا أرسينييغاس باتينيو أنطونيا ساموديو                                               |
| 26 سبتمبر                                                                                        | غواياكيل، الإكوادور ملعب ترابي W15 قرعة المباريات الفردية والزوجية                               | رومينا كونو ماريا فرناندا هيرازو 6–2، 5–7، [11–9]               | ماريا بولينا بيريز صوفيا سوينغ               | تانيا إيزابيل أندرادي ساباندو ماريا بولينا بيريز                           | كاميلا روميرو رومينا كونو لورا دانييلا أرسينييغاس باتينيو أنطونيا ساموديو                                               |
| 26 سبتمبر                                                                                        | شرم الشيخ، مصر ملعب صلب W15 قرعة المباريات الفردية والزوجية                                      | داريا شاوها · 6–2، 7–6(7–3)                                     | أليونا فالي                                  | جاسمين كونواي ياسمين عزت                                                   | لين فانغ-آن · بريانا سابو · ميرنا رفعت · بولينا ياتشينكو                                                                |
| 26 سبتمبر                                                                                        | شرم الشيخ، مصر ملعب صلب W15 قرعة المباريات الفردية والزوجية                                      | أنستازيا أبابناتو بياتريس ستاجنو 2–6، 6–3، [10–5]               | أغلایا فيدروفا · إلينا بريدانكينا            | جاسمين كونواي ياسمين عزت                                                   | لين فانغ-آن · بريانا سابو · ميرنا رفعت · بولينا ياتشينكو                                                                |
| 26 سبتمبر                                                                                        | كانكون، المكسيك ملعب صلب W15 قرعة المباريات الفردية والزوجية                                     | كايتلين كوفيدو 6–2، 6–3                                         | ميكا داغان فروختمن                           | لورين بروكتور جيسيكا هينوجوسا غوميز                                        | مايو كروسلي ماريا فرناندا مارتينيز هيرنانديز غابرييلا ريفيرا إينا كويكي                                                 |
| 26 سبتمبر                                                                                        | كانكون، المكسيك ملعب صلب W15 قرعة المباريات الفردية والزوجية                                     | لويز كوونغ آنا ألياششينكو 6–4، 6–4                              | جيسيكا هينوجوسا غوميز كايتلين كوفيدو         | لورين بروكتور جيسيكا هينوجوسا غوميز                                        | مايو كروسلي ماريا فرناندا مارتينيز هيرنانديز غابرييلا ريفيرا إينا كويكي                                                 |
| 26 سبتمبر                                                                                        | المنستير، تونس ملعب صلب W15 قرعة المباريات الفردية والزوجية                                      | وي سيجا 6–3، 6–2                                                | ياو شينشين                                   | دونغ نا · آنا أوكولوفا                                                     | جايدا دانيال إليني كوردوليمي أبيجيل أموس أمرني بانكس                                                                    |
| 26 سبتمبر                                                                                        | المنستير، تونس ملعب صلب W15 قرعة المباريات الفردية والزوجية                                      | دونغ نا جينيفر لوخام 6–7(6–8)، 6–4، [10–6]                      | أبيجيل أموس أرابيلا كولر                     | دونغ نا · آنا أوكولوفا                                                     | جايدا دانيال إليني كوردوليمي أبيجيل أموس أمرني بانكس                                                                    |
| 26 سبتمبر                                                                                        | جزيرة هيلتون هيد، الولايات المتحدة ملعب ترابي W15 قرعة المباريات الفردية والزوجية                | تم إلغاء جميع المباريات بسبب إعصار إيان                         | تم إلغاء جميع المباريات بسبب إعصار إيان      | تم إلغاء جميع المباريات بسبب إعصار إيان                                    | ميل ريسكو · كارولينا غوميز · فيكتوريا هو · مارتني كسلر · أناستازيا سيسوفا · باريس كورلي · أنج أوب كاجورو · يوهانا سيلفا |
| 26 سبتمبر                                                                                        | جزيرة هيلتون هيد، الولايات المتحدة ملعب ترابي W15 قرعة المباريات الفردية والزوجية                | باريس كورلي / ليكسينغتون ريد ضد داريا كوتزر / إليونورا مولينارو |                                              |                                                                            | ميل ريسكو · كارولينا غوميز · فيكتوريا هو · مارتني كسلر · أناستازيا سيسوفا · باريس كورلي · أنج أوب كاجورو · يوهانا سيلفا |

## الروابط الخارجية
- "10،600 لاعبة، 1135 حدثًا: جولة الاتحاد الدولي لكرة المضرب العالمية للسيدات لعام 2023 بالأرقام". الاتحاد الدولي لكرة المضرب. اطلع عليه بتاريخ 2024-01-02.
- "أجندة جولة الاتحاد الدولي لكرة المضرب العالمية للسيدات". الاتحاد الدولي لكرة المضرب. اطلع عليه بتاريخ 2024-01-02.
- الاتحاد الدولي لكرة المضرب